# Ronnie O'Sullivan
Ronald Antonio O'Sullivan, detto Ronnie (Wordsley, 5 dicembre 1975), è un giocatore di snooker inglese.
Professionista dal 1992, è numero 1 del ranking dall'aprile 2022 dopo esserlo già stato in più occasioni.
Sette volte campione del mondo (2001, 2004, 2008, 2012, 2013, 2020, 2022) e vincitore per un record di otto volte del campionato del Regno Unito (1993, 1997, 2001, 2007, 2014, 2017, 2018, 2023) e del Masters (1995, 2005, 2007, 2009, 2014, 2016, 2017, 2024). Ha vinto 41 tornei validi per il ranking, record assoluto.
Detiene il record per il maggior numero di Century break e serie perfette (15) realizzati in carriera. Questo palmares lo identifica come il giocatore più vincente nella storia dello snooker moderno e tra i più grandi giocatori di tutti i tempi.

## Biografia[3]
È cresciuto e vive tuttora a Chigwell, nell'Essex, i suoi genitori sono l'irlandese Ronald John O'Sullivan e la siciliana Maria Catalano O'Sullivan, i quali gestivano dei sexy shops nel quartiere londinese di Soho. Il padre finisce in prigione per omicidio nel 1992 e viene rilasciato 18 anni dopo. Ha avuto in passato problemi con alcool e droga, riuscendo però a superarli, anche grazie alla sua passione per la corsa. A partire dal 2011 lavora con lo psicologo sportivo Steve Peters, che lo ha aiutato in maniera decisiva a rilanciare la sua carriera. Tifoso dell'Arsenal, è inoltre molto amico dell'artista Damien Hirst, che spesso assiste ai suoi match.
O'Sullivan ha tre figli: Taylor-Ann Magnus, nata nel 1996 dalla relazione di due anni con Sally Magnus (con la quale tuttavia ha avuto ed ha tuttora pochi rapporti); Lily e Ronnie nati rispettivamente nel 2006 e nel 2007 dalla relazione con Jo Langley. Dal 2013 O'Sullivan è fidanzato con l'attrice Laila Rouass.
È un grande rivale di Ali Carter, contro cui ha vinto il Campionato mondiale nel 2008 e nel 2012, ha invece buoni rapporti con i cinesi Ding Junhui e Liang Wenbó e svolge molte esibizioni assieme a Jimmy White. Durante la stagione, O'Sullivan compare molto spesso negli studi della versione inglese di Eurosport insieme ad altri giocatori ad altri esperti nel settore come Jimmy White, Neal Foulds, Alan McManus e Reanne Evans.

## Stile di gioco
O'Sullivan pratica uno stile di gioco particolarmente d'attacco ed è reputato uno dei migliori giocatori di posizione a corto raggio sul circuito mondiale. È inoltre uno dei più spettacolari e precisi giocatori di serie di sempre; quando però è chiamato a farne uso, sa colpire con precisione a distanza e riesce spesso a disimpegnarsi egregiamente in difesa. La sua straordinaria velocità nel gioco gli ha valso il soprannome di The Rocket (Il Razzo), ed è considerato da molti il giocatore più talentuoso della storia dello snooker. Gioca con la mano destra, ma è capace di usare la sinistra quasi con la stessa precisione, il che gli permette di evitare in molte circostanze l'uso dei ponticelli meccanici.

## Carriera
O'Sullivan inizia a giocare a snooker molto presto. A 10 anni sigla il suo primo centone, mentre a 15 la prima serie perfetta da 147 punti; l'anno successivo passa professionista.

### Stagione 1992-1993: debutto al Crucible
O'Sullivan inizia la stagione vincendo 74 dei suoi primi 76 incontri da professionista, con 38 vittorie consecutive (record ancora imbattuto). Nella fase di qualificazione del Grand Prix 1992 batte Jason Curtis 5-0 in 43 minuti e 36 secondi, che è attualmente la vittoria più veloce in una partita al meglio delle 9. Dopo ciò gli viene dato il soprannome "The Rocket" (il razzo). A settembre, all'età di 16 anni, diventa il più giovane giocatore di sempre a qualificarsi per il mondiale. Fa il suo debutto al Crucible all'età di 17 anni e 134 giorni (solo Luca Brecel e Stephen Hendry hanno debuttato più giovani). Tuttavia non riuscirà ad andare oltre il primo turno, sconfitto 7-10 da Alan McManus.

### Stagione 1993-1994: primo Campionato del Regno Unito
Nella stagione 1993-1994 O'Sullivan sconfigge Hendry 10-6 nella finale del Campionato del Regno Unito, vincendo così il suo primo torneo valido per il Ranking e diventando il più giovane giocatore di sempre a riuscirci (all'età di 17 anni e 358 giorni). Il campione scozzese ha comunque la sua rivincita sul giovane talento nella finale dell'European Open, vincendo per 9-5. Il secondo titolo valido per il Ranking arriva con il British Open, con la vittoria in finale su James Wattana per 9-4. Al mondiale, la sua corsa al titolo si ferma al secondo turno, che vede John Parrott imporsi nettamente 13-3. Alla fine della stagione O'Sullivan sale di 48 posizioni nel Ranking e si attesta al nono posto.

### Stagione 1994-1995: primo Masters
Nel corso della stagione 1994-1995 O'Sullivan non riesce a vincere nessun torneo valido per il Ranking, tuttavia raggiunge i quarti di finale del Grand Prix, del Campionato del Regno Unito, del Welsh Open; le semifinali del Dubai Classic e dell'European Open; la finale del Thailand Open e del British Open. Riesce inoltre ad aggiudicarsi il primo Masters battendo 9-3 John Higgins in finale e diventando il più giovane di sempre a vincere il titolo, all'età di 19 anni e 69 giorni. Al mondiale riesce ad arrivare per la prima volta ai quarti, ma viene sconfitto 8-13 da Hendry. Termina la stagione al terzo posto del Ranking, dietro a Stephen Hendry e Steve Davis.

### Stagione 1995-1996
Nella stagione 1995-1996 raggiunge i quarti del Campionato del Regno Unito, ma viene battuto da Andy Hicks 7-9. Al Masters di Londra viene sconfitto in finale da Stephen Hendry 5-10, mentre al mondiale perde in semifinale per mano di Peter Ebdon (14-16). O'Sullivan riceve inoltre una multa di £20000 per aver assalito il responsabile dell'ufficio stampa.

### Stagione 1996-1997: prima serie perfetta
Nella stagione 1996-1997 l'inglese vince due tornei validi per il Ranking, l'Asian Classic (battendo Brian Morgan 9-8 in finale) e il German Open (imponendosi in finale su Alain Robidoux per 9-7). Raggiunge la terza finale consecutiva al Masters, dove affronta Steve Davis. L'inizio del match è promettente per O'Sullivan, che vince i primi due frame con due centoni (116 e 113). Tuttavia il terzo frame viene interrotto da un invasore, che irrompe nell'arena completamente nudo. Lo stesso Davis afferma dopo la partita che l'episodio aveva deconcentrato O'Sullivan, il quale non riesce infatti a mantenere il vantaggio e al termine della prima sessione il risultato è di 4-4. O'Sullivan fa comunque suoi i primi quattro frame della seconda sessione, portando il risultato sull'8-4. Alla fine però, il suo connazionale recupera e vince 6 frames di fila, battendo così O'Sullivan 10-8. Al mondiale O'Sullivan perde al secondo turno 12-13 contro Darren Morgan. Tuttavia nel primo turno, nella vittoria per 10-8 contro Mick Price, realizza (in 5 minuti e 20 secondi) la prima serie perfetta della sua carriera, che risulta anche essere la più veloce della storia dello snooker (in tornei ufficiali).

### Stagione 1997-1998: secondo Campionato del Regno Unito
O'Sullivan vince il suo secondo Campionato del Regno Unito battendo ancora una volta Stephen Hendry in finale e sempre per 10-6. Al Masters viene sconfitto 3-6 ai quarti di finale da Steve Davis. Nello stesso mese vince lo Scottish Open, imponendosi in finale 9-5 su John Higgins. Il mese successivo, sconfigge Ken Doherty nella finale dell'Irish Masters, tuttavia il titolo gli viene revocato, in quanto nel test anti droga del post-partita risulta essere positivo alla cannabis. Al Crucible la sua corsa si ferma in semifinale, che vede lo scozzese Higgins prevalere per 17-9.

### Stagione 1998-1999
Nella stagione 1998-1999 O'Sullivan non difende il suo titolo di campione del Regno Unito, ritirandosi dal torneo poco prima del primo turno. Il suo manager affermerà che il giocatore stava soffrendo di un esaurimento fisico e nervoso, mentre altre fonti riportarono che stava soffrendo di depressione. Al Masters O'Sullivan non supera i quarti di finale, battuto 2-6 da Ken Doherty. Al mondiale raggiunge la sua terza semifinale in quattro anni, ma ancora una volta non riesce ad arrivare in finale, perdendo 13-17 contro il rivale scozzese Stephen Hendry. La partita vede i due giocatori realizzare un totale di otto centoni, quattro a testa. Hendry realizza due centoni consecutivi nel ventunesimo e nel ventiduesimo frame (101 e 108). O'Sullivan risponde nel ventitreesimo frame con un tentativo di 147, arrivando però solo a 136, mancando la rosa nella buca di centro. Nel frame successivo l'inglese mette a segno una serie da 110, quarto frame consecutivo vinto con un centone.

### Stagione 1999-2000
Durante la stagione 1999-2000 O'Sullivan vince due tornei validi per il Ranking: il China Open, battendo in finale Stephen Lee 9-5, e lo Scottish Open battendo in finale Mark Williams 9-1. Per il quarto anno consecutivo viene eliminato ai quarti di finale dl The Masters, perdendo 3-6 contro John Parrott, mentre al mondiale perde al primo turno 9-10 contro David Gray, pur realizzando ben 5 centoni, un record per una partita al meglio delle 19.

### Stagione 2000-2001: primo titolo mondiale
Durante la stagione 2000-2001 O'Sullivan vince la Champions Cup, avendo la meglio in finale su Mark Williams (7-5). Il gallese ha però la sua rivincita nella finale del Grand Prix, battendo O'Sullivan 9-5.
Per il secondo anno consecutivo O'Sullivan si aggiudica il China Open, vincendo in finale sempre contro il gallese con il risultato di 9-3. Altri successi arrivano agli Scottish Masters (9-6 su Hendry) e agli Irish Masters (9-8 su Hendry).
Al Crucible, si aggiudica il primo titolo mondiale ai danni di John Higgins, in una finale che vede l'inglese imporsi per 18-14. Il sesto titolo stagionale arriva infine con la vittoria per 9-7 su Hendry nella finale della Premier League (dopo aver battuto in semifinale Higgins 6-3).

### Stagione 2001-2002: terzo Campionato del Regno Unito
Nella stagione 2001-2002 O'Sullivan vince il suo terzo Campionato del Regno Unito, battendo in finale Ken Doherty 10-1.
Non riesce però a difendere il titolo mondiale, sconfitto in semifinale da Stephen Hendry. Prima del match, O'Sullivan rilascia delle dichiarazioni ben poco amichevoli nei confronti dell'avversario, il quale però riesce ad avere la meglio. O'Sullivan si ritrova avanti 8-5, ma lo scozzese ristabilisce la parità nella terza sessione, fissando momentaneamente il punteggio sul 12-12. Nella quarta e ultima sessione, O'Sullivan riesce a vincere solo un frame, con Hendry che si guadagna così un posto in finale, battendo l'inglese 17-13. Al termine dell'incontro, O'Sullivan lo accusa di poca sportività, riferendosi ad un torneo precedente. Hendry non commenta, ma O'Sullivan viene comunque criticato da Steve Davis, Dennis Taylor e Clive Everton e successivamente si scuserà per le sue dichiarazioni.
Chiude la stagione vincendo la seconda Premier League consecutiva, battendo in semifinale Jimmy White 6-2 e in finale Higgins 9-4. Al termine della stagione si guadagna il primato nel Ranking mondiale.

### Stagione 2002-2003
O'Sullivan inizia la stagione trionfando agli Scottish Masters, battendo Higgins 9-4 in finale.
Raggiunge i quarti di finale della LG Cup, perdendo 1-5 contro Chris Small (che successivamente vincerà il titolo); gli ottavi di finale del British Open, sconfitto da Paul Hunter 4-5; i quarti di finale del Campionato del Regno Unito, sconfitto da Drew Henry 6-9; i quarti di finale del Welsh Open, sconfitto da Marco Fu 3-5.
Successivamente vince due consecutivi tornei validi per il Ranking, sconfiggendo Stephen Hendry 9-6 nella finale dell'European Open, e John Higgins 10-9 nella finale degli Irish Masters.
Allo Scottish Open viene sconfitto agli ottavi di finale da Ken Doherty.
Al mondiale, O'Sullivan realizza la sua sesta serie perfetta nel suo match di primo turno contro Marco Fu, nonostante ciò viene battuto 6-10 e scivola al terzo posto del Ranking.

### Stagione 2003-2004: secondo titolo mondiale
Nella stagione 2003-2004 O'Sullivan raggiunge la finale del British Open, ma viene sconfitto da Hendry 6-9.
Successivamente vince il Welsh Open, battendo in finale Steve Davis 9-8.
Ai Masters viene sconfitto in finale da Paul Hunter 9-10, nonostante fosse stato in vantaggio 6-1 e 9-7.
Ray Reardon (sei volte campione del mondo) diventa l'allenatore di O'Sullivan.
Al Campionato mondiale O'Sullivan batte Hendry 17-4 nelle semifinali (la sconfitta più schiacciante nella storia del mondiale in una semifinale). In finale, incontra Graeme Dott e vince 18-8, sebbene avesse perso i primi cinque frame dell'incontro. O'Sullivan dichiarerà che le difficoltà all'inizio della partita erano state provocate dal manager dell'avversario scozzese, che era andato a trovarlo nello spogliatoio poco prima del match. Alla fine della stagione O'Sullivan riconquista il primato nel Ranking.

### Stagione 2004-2005: secondo Masters
O'Sullivan inizia la stagione vincendo il Grand Prix, battendo in finale Ian McCulloch 9-5.
Raggiunge la semifinale del British Open, ma viene sconfitto 1-6 da Stephen Maguire.
Al Campionato del Regno Unito non va oltre i sedicesimi di finale, battuto sempre da Maguire.
Vince in seguito il Welsh Open, vincendo al frame decisivo contro Hendry (9-8). Nel corso del torneo realizza 10 centoni, tra cui una serie da 146, la più alta della competizione.
Conquista il secondo Masters della sua carriera, sconfiggendo in finale 10-3 John Higgins, che lo definirà alla fine del match "un genio totale".
O'Sullivan conquista per la terza volta gli Irish Masters, imponendosi 10-8 su Matthew Stevens.
Non partecipa al China Open per ragioni mediche e viene criticato da Anthony Hamilton, il quale mette in evidenza il dovere di O'Sullivan di promuovere lo sport all'estero.
Al mondiale viene eliminato ai quarti da Peter Ebdon, che trionfa 13-11, nonostante O'Sullivan fosse stato in vantaggio per 8-2. Dopo il match O'Sullivan dichiara che probabilmente non avrebbe giocato nella stagione successiva e che forse si sarebbe addirittura ritirato.
Partecipa comunque alla Premier League e trionfa, battendo Hendry 5-0 in semifinale e Williams 6-0 in finale. A settembre dichiara che avrebbe giocato solo parzialmente la stagione successiva e che avrebbe partecipato in America ad alcuni tornei di Palla 8.

### Stagione 2005-2006
O'Sullivan inizia la stagione arrivando in finale al Grand Prix, ma non riesce a conquistare il titolo, battuto da Higgins 2-9.
Nei sedicesimi di finale dello UK Championship incontra Mark King e nei momenti in cui l'avversario è al tavolo, siede con un asciugamano in testa e perde l'incontro 8-9.
Vince la Premier League battendo Steve Davis 5-3 in semifinale e Stephen Hendry 6-0 in finale.
Arriva in finale ai Masters, ma Higgins si prende la sua rivincita per la finale dell'anno precedente e trionfa 10-9, in una partita epica fino all'ultimo secondo, con lo scozzese che vince il frame decisivo sulla nera con una serie da 64, dopo essere andato sotto di 60 punti.
O'Sullivan salta il Malta Open e viene eliminato al primo turno nei due eventi successivi, battuto 1-5 da Ian McCulloch al Welsh Open e 0-5 da James Wattana al China Open.
Al mondiale O'Sullivan vince contro Dave Harold 10-4 nel primo turno e 13-10 contro Ryan Day nel secondo turno. Ai quarti di finale incontra Mark Williams e vince 13-11, dopo che il gallese era riuscito a ribaltare il risultato da 10-6 a 10-11, vincendo 5 frame consecutivi. O'Sullivan non riesce però a superare le semifinali, sconfitto da Graeme Dott 11-17. Durante il torneo O'Sullivan ha avuto diversi problemi con il gommino della sua stecca e alla fine della semifinale regala la stecca a un ragazzo del pubblico, dichiarando in seguito che nella stagione successiva ne avrebbe usato una nuova. Al termine della stagione O'Sullivan perde il primato nella classifica mondiale.

### Stagione 2006-2007: terzo Masters
Al Northern Ireland Trophy O'Sullivan perde in finale contro il giovane giocatore cinese Ding Junhui per 6-9, dopo aver sconfitto in semifinale Dominic Dale 6-0 in soli 53 minuti (record per una partita al meglio delle 11).
Raggiunge i quarti di finale del Grand Prix e viene sconfitto da Neil Robertson 1-5.
Al Campionato del Regno Unito O'Sullivan lascia tutti di stucco nei quarti di finale contro Stephen Hendry, concedendo il match al sesto frame, sul 4-1 per l'avversario, con ancora 12 possibili frame da giocare. Dopo aver perso posizione, manca una difficile rossa, dopodiché si dirige verso Hendry, gli stringe la mano e concede il match dicendo: "Ne ho avuto abbastanza". Quello stesso giorno, O'Sullivan si scusa per quanto era successo e afferma che sarebbe tornato ancora più forte molto presto. Ad ogni modo, riceve una multa di £20800 dalla World Snooker e gli vengono tolti 900 punti dalla classifica mondiale.
O'Sullivan ritorna in azione ai Masters, vincendo la competizione per la terza volta, battendo in finale Ding Junhui 10-3. Al termine del primo match contro Ali Carter (vinto per 6-1), non si presenta alla conferenza stampa del post-partita, tuttavia viene scusato dalla World Snooker per il difficile periodo che stava attraversando. Questa decisione fu però criticata da alcuni giocatori, tra cui Shaun Murphy e Ken Doherty. Comunque O'Sullivan si fa anche notare per la sua sportività, consolando in finale Ding, che aveva deciso di concedere il match sul 9-3 (la partita era al meglio delle 19), a causa di un membro del pubblico eccessivamente di parte. O'Sullivan convince Ding a continuare a giocare, anche se la partita si chiude subito a favore dell'inglese, che sigla una serie da 74 nel tredicesimo frame.
Alla Malta Cup O'Sullivan esce al primo turno, perdendo 3-5 contro Michael Holt.
Raggiunge i quarti di finale del Welsh Open, dove viene sconfitto 4-5 da Neil Robertson.
Ai quarti di finale degli Irish Masters sconfigge Joe Swail 5-4 e realizza anche un 147. In semifinale batte Higgins 6-5, andando poi a vincere il titolo, imponendosi 9-1 su Barry Hawkins.
O'Sullivan raggiunge poi le semifinali del China Open, ma viene battuto da Graeme Dott 2-6.
Al mondiale vince i primi due turni contro Ding Junhui 10-2 e contro Neil Robertson 13-10, per poi essere eliminato nei quarti da Higgins, che vince 13-9.

### Stagione 2007-2008: quarto Campionato del Regno Unito e terzo titolo mondiale
O'Sullivan salta il primo torneo valido per il Ranking della stagione, lo Shanghai Masters, per via di alcuni problemi alla schiena.
Raggiunge la finale del Grand Prix, ma viene battuto 6-9 da Marco Fu.
Al Northern Ireland Trophy batte 5-2 Ali Carter negli ottavi di finale, realizzando 5 centoni, tra cui il suo settimo 147. Tuttavia viene eliminato al turno successivo da Fergal O'Brien, che vince 5-2.
A inizio dicembre, vince la quarta consecutiva Premier League, battendo 7-4 John Higgins in finale.
Al Campionato del Regno Unito incontra Mark Selby in semifinale e vince per 9-8, realizzando nel frame decisivo il suo ottavo 147. Oltre a lui, solo Hendry e Williams c'erano riusciti in precedenza. Diventa inoltre l'unico giocatore insieme a John Higgins ad aver realizzato un 147 in due tornei consecutivi. In finale, incontra Stephen Maguire e vince 10-2, portando a casa per la quarta volta il titolo (si tratta del suo primo torneo valido per il Ranking in quasi tre anni).
Ai Masters viene eliminato al primo turno da Maguire. O'Sullivan va sotto 1-4, ma riesce a recuperare e a portare il match sul 5-5. Nel decider sbaglia però la blu decisiva, permettendo così allo scozzese di accedere ai quarti.
Raggiunge la finale del Welsh Open, dove affronta Mark Selby. O'Sullivan si porta in vantaggio 8-5, ma Selby vince i restanti quattro frame e dunque la partita 9-8.
Al China Open O'Sullivan esce al primo turno, battuto da Marco Fu 4-5. Alla conferenza stampa successiva al match si rende protagonista di una serie di episodi spiacevoli: invita un membro della stampa a praticargli del sesso orale, scherza sulla grandezza del suo pene e simula un atto sessuale con il suo microfono. Per queste ragioni, viene punito dalla World Snooker, che gli sottrae i punti ranking che aveva guadagnato partecipando al torneo.
Al mondiale batte nel primo turno Liu Chuang 10-5. Nel secondo turno vince su Mark Williams 13-7, realizzando il suo nono 147 nel ventunesimo frame. Al termine del match, Dennis Taylor lo definirà ''un genio assoluto''. Ai quarti O'Sullivan batte Liang Wenbó 13-7, mentre in semifinale Stephen Hendry viene sconfitto 6-17 e definisce l'inglese ''il migliore giocatore al mondo''. Infine, la finale vede O'Sullivan imporsi nettamente su Ali Carter per 18-8 e sollevare l'ambito trofeo per la terza volta in carriera.

### Stagione 2008-2009: quarto Masters
O'Sullivan inizia la stagione trionfando al Northern Ireland Trophy, battendo in finale Dave Harold 9-3.
Agli Shanghai Masters, batte in semifinale Stephen Maguire 6-5, realizzando un 141 e un 145. In finale, viene battuto da Ricky Walden 8-10.
Vince per la quinta volta consecutiva la Premier League, battendo 7-2 Selby in finale.
Al Campionato del Regno Unito perde al secondo turno contro Joe Perry 5-9. Concede il dodicesimo frame nonostante Perry avesse un vantaggio di soli 23 punti e alla fine del match commenta dicendo: ''Può essere sembrato che abbia perso la testa, ma sono sicuro che mi riprenderò''.
Ai Masters O'Sullivan batte Joe Perry 6-5, Ali Carter 6-2, Stephen Maguire 6-1. In finale, incontra Mark Selby e i due giocatori regalano al pubblico una finale memorabile. O'Sullivan si porta avanti 3-1, ma al termine della prima sessione Selby recupera lo svantaggio e fissa momentaneamente il risultato sul 4-4. Nella seconda sessione, Selby si porta in vantaggio 7-5, ma O'Sullivan vince tre frame consecutivi per condurre 8-7. I due giocatori si scambiano i due frame successivi, sul 9-8 entrambi hanno delle opportunità, ma alla fine O'Sullivan realizza una serie da 55 che chiude il match sul 10-8. O'Sullivan ha ottenuto questa vittoria giocando con una stecca avuta solo il sabato precedente e ha dichiarato che questo è stato il più grande traguardo della sua carriera.
Al primo turno del mondiale batte Stuart Bingham 10-5, realizzando tre centoni (140, 104, 103). Nel secondo turno viene sconfitto 11-13 da Mark Allen, sebbene avesse condotto per 9-7.

### Stagione 2009-2010
O'Sullivan inizia la stagione vincendo gli Shanghai Masters. Nel percorso per arrivare in finale perde solo sei frame, battendo Graeme Dott 5-0, Marco Fu 5-2, Ding Junhui 5-3, John Higgins 6-1. In finale incontra Liang Wenbo e vince 10-5.
Al Grand Prix batte nel primo turno Jamie Burnett 5-3, ma perde di misura 4-5 contro Higgins nel match seguente.
Non riesce a vincere per la sesta volta consecutiva la Premier League, essendo battuto in finale da Shaun Murphy 3-7.
Al Campionato del Regno Unito batte Matthew Stevens nel primo turno 9-3 e nella conferenza stampa rilascia delle dichiarazioni piuttosto pesanti contro la World Snooker. Nei due match successivi batte sempre 9-3 sia Peter Ebdon che Mark Selby. In semifinale, incontra John Higgins e perde 8-9, nonostante avesse recuperato da 2-8 a 8-8.
Ai Masters batte Neil Robertson 6-4, Peter Ebdon 6-3, Mark Williams 6-5. In finale incontra ancora una volta Mark Selby e perde 9-10.
Al Welsh Open batte Bingham 5-1 nel primo turno, Jamie Cope 5-0 nel secondo turno, Mark Allen 5-2 nei quarti di finale, ma perde 4-6 contro Higgins in semifinale.
Al China Open non va oltre il primo turno, sconfitto 3-5 da Tian Pengfei, perdendo conseguentemente il primato nel ranking.
Al mondiale batte Liang Wenbó 10-7 nel primo turno e Williams 13-10 nel secondo turno, per poi cedere a Selby 11-13 nei quarti di finale.

### Stagione 2010-2011
O'Sullivan partecipa al primo evento del Players Tour Championship, perdendo 0-4 nei quarti di finale contro Jamie Cope.
Al quarto evento raggiunge invece la finale, ma non riesce a conquistare il titolo, battuto 3-4 da Barry Pinches.
Al World Open realizza il suo decimo 147 nei sedicesimi di finale contro Mark King (incontro vinto 3-0). Tuttavia, deve essere convinto dall'arbitro Jan Verhaas per imbucare l'ultima nera. Infatti, scoperto che non c'era nessun tipo di premio per la realizzazione di una serie perfetta (ma solo £4000 per la miglior serie), O'Sullivan aveva deciso di lasciare la nera finale sul tavolo, in segno di protesta. Batte poi Jimmy White 3-1, Stephen Hendry 3-1, Stephen Maguire 3-1 e Peter Ebdon 3-1. Raggiunge così la finale, dove affronta Neil Robertson, che prevale sull'inglese 5-1.
Vince per la nona volta la Premier League, battendo Robertson 5-1 in semifinale e Murphy 7-1 in finale.
Al Campionato del Regno Unito viene sconfitto al primo turno da Stuart Bingham 6-9.
Anche ai Masters esce al primo turno, sconfitto 4-6 da Mark Allen.
Raggiunge la semifinale degli Shoot-Out, ma perde contro Robert Milkins. Realizza comunque le due serie più alte del torneo (112, 123).
Perde al primo turno nei due tornei successivi, in entrambi i casi contro Ryan Day: 2-4 al Welsh Open e 2-5 al China Open.
Al mondiale batte nel primo turno Dominic Dale 10-2 e nel secondo turno Shaun Murphy 13-10. Ai quarti di finale viene eliminato da John Higgins, che vince il match 13-10.

### Stagione 2011-2012: quarto titolo mondiale
O'Sullivan inizia la stagione vincendo il primo evento del Players Tour Championship, con la vittoria in finale 4-0 su Joe Perry.
Al Paul Hunter Classic realizza la sua undicesima serie perfetta. Raggiunge inoltre le semifinali, ma viene battuto 3-4 da Selby.
Agli Shanghai Masters viene battuto 3-5 al secondo turno da Anthony Hamilton.
A ottobre vince il Kay Suzanne Memorial Trophy, battendo in finale Matthew Stevens 4-2.
Raggiunge la finale dell'Antwerp Open, ma viene sconfitto da Judd Trump 3-4. Non partecipa però alle finali del Players Tour Championship per ragioni mediche.
Vince la sua decima Premier League, battendo Ding Junhui 7-1 in finale.
Al Campionato del Regno Unito viene battuto al secondo turno 5-6 da Trump, che lo batterà anche ai quarti di finale dei Masters 2-6.
Successivamente O'Sullivan vince i German Masters, battendo 9-7 in finale Stephen Maguire.
Raggiunge la semifinale del Welsh Open, ma perde 2-6 contro Selby. Arriva poi ai quarti del China Open e viene sconfitto 4-5 da Maguire.
Al mondiale batte al primo turno Peter Ebdon 10-4, al secondo turno Mark Williams 13-6, ai quarti di finale Neil Robertson 13-10, in semifinale Matthew Stevens 17-10. In finale affronta Ali Carter e, come nel 2008, ha la meglio, vincendo 18-11. O'Sullivan, a 36 anni, diventa così il campione del mondo più anziano dai tempi di Ray Reardon, che vinse il mondiale a 45 anni nel 1978. Inoltre, nella finale realizza una serie da 141, la più alta mai realizzata in una finale al Crucible (anche se nel 2017 anche John Higgins realizzerà un 141 nella finale contro Mark Selby). Alla fine della stagione, O'Sullivan si ritrova al nono posto della classifica mondiale.

### Stagione 2012-2013: quinto titolo mondiale
Il 6 giugno la World Snooker dichiara che, non avendo O'Sullivan firmato il contratto, non avrebbe potuto partecipare a nessuna competizione della stagione finché non lo avesse fatto. Lo stesso giorno, O'Sullivan dichiara di aver trovato il contratto eccessivamente impegnativo per la fase della sua carriera. Il 7 agosto viene tuttavia annunciato che O'Sullivan aveva finalmente firmato il contratto e che avrebbe partecipato ad ottobre all'International Championship e a dicembre al Campionato del Regno Unito.
O'Sullivan ritorna in azione al terzo evento del Players Tour Championship, ma viene eliminato al primo turno, sconfitto 3-4 da Simon Bedford.
Dopo gli Shanghai Masters, scivola al diciassettesimo posto del Ranking, fuori dalla Top16 per la prima volta da quando vi era entrato (stagione 1994/1995). O'Sullivan si ritira successivamente da tutte le rimanenti competizioni della stagione. Tuttavia, il 26 febbraio, durante una conferenza stampa, dichiara che avrebbe difeso il suo titolo mondiale.
Al mondiale batte Marcus Campbell 10-4 nel primo turno, Ali Carter 13-8 nel secondo turno, Stuart Bingham 13-4 nei quarti di finale, Judd Trump 17-11 in semifinale. In finale affronta Barry Hawkins e vince l'incontro 18-12, realizzando un totale di sei centoni (cosa mai accaduta prima in una finale al Crucible). Inoltre, con il centone realizzato nel quindicesimo frame, diventa il giocatore con più centoni all'attivo nella storia del Crucible, battendo il precedente record di Stephen Hendry (127 centoni).

### Stagione 2013-2014: quinto Masters
O'Sullivan inizia la stagione al diciannovesimo posto della classifica mondiale.
Partecipa al Bulgarian Open, perdendo 2-4 contro Higgins in semifinale. Perde a sorpresa 1-4 nei sedicesimi di finale del Bluebell Wood Open contro Peter Lines, ma vince successivamente il Paul Hunter Classic, battendo in finale Gerard Greene 4-0.
O'Sullivan si qualifica per l'International Championship vincendo 6-1 su Joel Walker. Nel secondo turno batte 6-2 Anthony McGill, per poi essere eliminato da Liang Wenbo, che si impone 6-4.
Successivamente, O'Sullivan raggiunge la finale dell'Antwerp Open, ma perde contro Mark Selby 3-4, nonostante fosse stato in vantaggio 3-1.
Nella Champion of Champions batte Mark Davis 4-0, Ding Junhui 6-5, Neil Robertson 6-5. In finale affronta Stuart Bingham, vincendo l'incontro 10-8.
Al Campionato del Regno Unito non va oltre i quarti di finale, perdendo 4-6 contro Bingham. Malgrado ciò, realizza due centoni (135, 127).
Ai Masters affronta al primo turno Robert Milkins e vince 6-1. Nei quarti batte Ricky Walden 6-0 in soli 57 minuti e 48 secondi. Nel corso del match mette a segno 556 punti senza che l'avversario riesca a replicare, battendo il precedente record di Ding Junhui (495 punti). Raggiunge poi la finale dopo aver battuto 6-2 Stephen Maguire in semifinale. Si tratta della decima finale di O'Sullivan ai Masters (che batte così il precedente record di Hendry di 9 finali), durante la quale riesce a sollevare il trofeo per la quinta volta nella sua carriera, battendo nettamente Selby 10-4.
O'Sullivan viene multato dalla World Snooker per alcuni post pubblicati sul suo account Twitter. Inoltre, viene anche multato per aver rivolto parole offensive all'arbitro Jan Verhaas, durante i match di qualificazione per i German Masters. Questo perché l'arbitro avrebbe invitato il giocatore a infilarsi la camicia dentro i pantaloni. O'Sullivan si scuserà in seguito, affermando che il giorno si sentiva poco bene e che l'arena era eccessivamente calda.
Al Welsh Open O'Sullivan batte Mitchell Travis 4-1 nel primo turno, Barry Pinches 4-1 nel secondo turno, Xiao Guodong 4-1 nei sedicesimi di finale e Ricky Walden 4-1 negli ottavi. Ai quarti di finale incontra Higgins e vince 5-1, mentre in semifinale si impone 6-2 su Barry Hawkins. Vince il trofeo per la terza volta in carriera, battendo in finale Ding Junhui con il risultato di 9-3. Nel dodicesimo e ultimo frame della partita realizza anche la sua dodicesima serie perfetta, superando così le undici realizzate da Stephen Hendry (ritiratosi dopo il mondiale del 2012).
Al mondiale batte Robin Hull 10-4 nel primo turno. Nel secondo turno trionfa a fatica su Joe Perry, che era stato in vantaggio 5-3 al termine della prima sessione, 9-7 al termine della seconda sessione e 11-9 nel corso della terza, prima che O'Sullivan vincesse quattro frame consecutivi, battendo così l'avversario 13-11. I quarti di finale vedono O'Sullivan affrontare Shaun Murphy, che vince i primi due frame dell'incontro, ma ne perde tredici dei successivi quattordici, permettendo così all'avversario di imporsi 13-3. Anche in semifinale O'Sullivan non incontra particolari difficoltà, battendo Barry Hawkins 17-7, senza dover giocare l'ultima sessione. Tuttavia, per la prima volta in carriera, O'Sullivan viene battuto in una finale al Crucible, con Mark Selby che ottiene il primo titolo mondiale vincendo 18-14 (sebbene fosse stato in svantaggio 5-10). Quella notte O'Sullivan e il figlio sono coinvolti in un incidente stradale, ma fortunatamente rimangono illesi.
Dopo il mondiale, viene introdotta una nuova tipologia di ranking, che vede O'Sullivan salire al quarto posto della classifica mondiale.

### Stagione 2014-2015: quinto Campionato del Regno Unito
O'Sullivan inizia la stagione al Paul Hunter Classic, perdendo negli ottavi di finale 2-4 contro Tian Pengfei.
Agli Shanghai Masters perde al primo turno contro Alan McManus 3-5.
O'Sullivan si qualifica per l'International Championship, battendo James Cahill 6-3. Batte poi Ben Woollaston 6-4 nel primo turno, Anthony McGill 6-1 nei sedicesimi di finale e Li Hang 6-1 negli ottavi. Ai quarti di finale incontra Mark Williams e perde 5-6.
Riesce poi a vincere per il secondo anno consecutivo la Champion of Champions, battendo Bingham 4-2, Marco Fu 6-0, Ding Junhui 6-4 e Judd Trump 10-7 in finale (nel corso della quale realizza quattro centoni).
Al Campionato del Regno Unito batte Daniel Wells 6-2 nel primo turno, Peter Lines 6-3 nel secondo turno, Ben Woollaston 6-3 nei sedicesimi di finale, Matthew Selt 6-0 negli ottavi di finale, Anthony McGill 6-4 nei quarti di finale e Stuart Bingham 6-5 in semifinale. In finale affronta Judd Trump e si porta avanti 9-4. Trump vince però cinque frame consecutivi, portando il match al decider. Ma alla fine O'Sullivan vince l'ultimo frame e quindi il trofeo per la quinta volta. Negli ottavi contro Selt l'inglese realizza la sua tredicesima serie perfetta. Inoltre O'Sullivan ha giocato l'intero torneo con una caviglia fratturata.
Ai Masters, nella vittoria nel primo turno contro Ricky Walden per 6-4, eguaglia Stephen Hendry per il numero di centoni realizzati in carriera (775). Nel quarti di finale batte Marco Fu 6-1 e nel primo frame dell'incontro si guadagna una standing ovation del pubblico realizzando il centone numero 776 della sua carriera e diventando così il giocatore con più centoni all'attivo nella storia dello snooker. Tuttavia, non riesce a difendere il titolo, perdendo 1-6 contro Neil Robertson in semifinale.
Al mondiale O'Sullivan batte Craig Steadman 10-3 nel primo turno e Matthew Stevens 13-5 nel secondo turno, ma ai quarti di finale deve cedere a Stuart Bingham 9-13. Nel corso del torneo O'Sullivan è protagonista di una serie di curiosi avvenimenti: durante il match contro Steadman, si toglie un paio di scarpe scomode e gioca in calzini, prima di farsi prestare un altro paio di scarpe; nel match successivo, rischia di spaccare in due la sua stecca, dopo averla violentemente sbattuta sul tavolo, frustrato per aver sbagliato un tiro.

### Stagione 2015-2016: sesto Masters
O'Sullivan inizia la sua stagione solo a dicembre, partecipando ai match di qualificazione per i German Masters. Batte Hamza Hakbar 5-1 nel primo turno, ma perde 3-5 contro Stuart Carrington nel secondo turno.
Ai Masters, batte Mark Williams 6-5, Mark Selby 6-3, Stuart Bingham 6-3 e Barry Hawkins 10-1 in finale, eguagliando il numero di Masters vinti da Hendry.
Al Welsh Open affronta nel primo turno Barry Pinches e vince 4-1. Nel quinto e ultimo frame, dopo aver imbucato cinque rosse e cinque nere, chiede all'arbitro quale fosse il premio per la realizzazione di una serie perfetta. Continua a rimanere in una serie pot-black, ma viene a sapere che il premio è "solamente" di £10000. Così, arrivato alla penultima rossa, prende deliberatamente posizione sulla rosa e completa una serie da 146. Questa sua scelta verrà criticata dal presidente della World Snooker Barry Hearn, che la definisce "inaccettabile" e "irrispettosa". O'Sullivan batte poi Tian Pengfei 4-0 nel secondo turno (realizzando tre centoni e una serie da 90), Jimmy Robertson 4-0 nei sedicesimi di finale, Yu Delu 4-1 negli ottavi di finale e Mark Selby 5-1 nei quarti, chiudendo il match con una serie da 132. In semifinale si impone 6-3 su Joe Perry e in finale 10-5 su Neil Robertson. Al termine della prima sessione O'Sullivan si ritrova sotto 3-5, ma vince i sei frame giocati nella seconda sessione (chiudendo con una serie da 141), aggiudicandosi il trofeo per la quarta volta e raggiungendo così John Higgins.
Raggiunge la finale della Championship League, ma perde 2-3 contro Judd Trump. Al World Grand Prix perde al primo turno contro Michael Holt per 3-4.
Al mondiale batte David Gilbert 10-7 nel primo turno. Al termine del match, non si presenta alla conferenza stampa, né ai microfoni della BBC e per questo viene avvertito dalla World Snooker che ulteriori violazioni del contratto avrebbero portato a delle multe. Nel secondo turno perde contro Barry Hawkins 12-13.

### Stagione 2016-2017: settimo Masters
O'Sullivan inizia la stagione agli Shanghai Masters, incontrando al primo turno Liang Wenbó. Il cinese si porta avanti 4-1, ma O'Sullivan recupera, vincendo gli ultimi quattro frame dell'incontro. Negli ottavi di finale perde 2-5 contro Michael Holt.
Agli European Masters O'Sullivan batte David Gilbert 4-1 nel primo turno, Mark Allen 4-2 nel secondo turno, Mark Davis 4-1 nei quarti di finale, Neil Robertson 6-0 in semifinale. In finale incontra Judd Trump e perde 8-9, pur avendo condotto 5-3 e 8-6.
All'English Open O'Sullivan batte Jimmy Robertson 4-0 nel primo turno e Zhao Xintong 4-3 nel secondo turno, ma perde a sorpresa 3-4 contro Chris Wakelin nell'incontro successivo.
All'International Championship O'Sullivan batte Xiao Guodong 6-4 nel primo turno e Kurt Maflin 6-4 nel secondo turno, raggiungendo così gli ottavi di finale, dove viene però sconfitto 4-6 da Michael Holt.
O'Sullivan torna in azione alla Champion of Champions, dove batte Robin Hull 4-2, Martin Gould 6-2, Mark Allen 6-2 (realizzando ben tre centoni). In finale incontra John Higgins e perde 7-10.
Al Northern Ireland Open O'Sullivan vince 4-1 su David John nel primo turno, 4-1 su Jimmy White nel secondo turno e 4-0 su Zhang Anda nei sedicesimi di finale. Negli ottavi di finale incontra Kyren Wilson e va in svantaggio 0-3. Riesce a vincere tre frame consecutivi con tre centoni, ma alla fine perde 3-4.
Al Campionato del Regno Unito perde solo un frame nei primi tre turni, battendo Boonyarit Keattikun 6-0, Rhys Clark 6-0, Michael Georgiou 6-1. Batte poi Matthew Stevens 6-2 negli ottavi e Mark Williams 6-2 nei quarti, raggiungendo così la semifinale, che lo vede trionfare 6-5 su Marco Fu, realizzando peraltro un centone (130) nel frame decisivo. Tuttavia, per la terza volta consecutiva in stagione, perde in finale, questa volta 7-10 contro Mark Selby. O'Sullivan si porta in vantaggio 2-1, ma Selby vince cinque frame consecutivi, chiudendo la prima sessione sul 6-2. In una seconda sessione di pregevole qualità O'Sullivan si riavvicina a Selby, portandosi sul 7-8, ma alla fine non riesce a recuperare e perde i due frame successivi. Nel corso del match sono stati realizzati sei centoni, tre a testa, e cinque negli ultimi sei frame.
O'Sullivan chiude il 2016 partecipando allo Scottish Open, dove non riesce a superare i quarti di finale. Batte Matthew Selt 4-2 nel primo turno, Adam Stefanow 4-1 nel secondo turno, Jimmy White 4-2 nei sedicesimi di finale e Mark Allen 4-2 negli ottavi (realizzando due centoni nei primi due frame dell'incontro). Ai quarti incontra Higgins e perde 2-5.
Nel primo turno dei Masters incontra Liang Wenbo. O'Sullivan sembra in controllo del match sul 4-2, ma il cinese vince tre frame consecutivi, portandosi in vantaggio 5-4. Nel decimo frame Liang potrebbe chiudere i conti, ma manca a sorpresa la nera finale. Si arriva così al decider, che vede O'Sullivan realizzare una serie da 121 e vincere l'incontro 6-5. Nel secondo turno batte 6-3 Neil Robertson, mentre in semifinale si impone 6-4 su Marco Fu (nonostante diversi problemi con il gommino della sua stecca, che ha dovuto cambiare dopo il terzo frame, chiedendo di poter anticipare l'intervallo). In finale, pur non giocando brillantemente per via di ulteriori problemi con il gommino, riesce ad avere la meglio su Joe Perry, vincendo 10-7, guadagnando il settimo Masters della sua carriera e diventando il giocatore ad aver sollevato più volte il trofeo (che viene per la prima volta intitolato a Paul Hunter, scomparso tragicamente a soli 28 anni nel 2006, il quale lo aveva vinto per ben tre volte). Dopo il torneo, O'Sullivan riceve una lettera disciplinaria dalla World Snooker per aver criticato l'arbitro Terry Camilleri e un fotografo, dopo la vittoria su Marco Fu. Questo porterà O'Sullivan ad affermare che non avrebbe più fornito risposte dettagliate in interviste o conferenze stampa.
Successivamente, l'inglese non riesce a superare il secondo turno dei cinque tornei successivi a cui partecipa. Ai German Masters perde 4-5 contro Mark King nel primo turno (sebbene fosse stato in vantaggio 4-1); al World Grand Prix batte Yan Bingtao 4-2 nel primo turno, ma perde 1-4 contro Neil Robertson nel secondo turno; al Welsh Open perde 3-4 contro Mark Davis (da un vantaggio di 3-0) nel secondo turno, dopo aver battuto Tom Ford 4-2 nel primo turno; al Players Championship ha la meglio 5-1 su Liang Wembo, prima di essere sconfitto 3-5 da Judd Trump; infine, viene battuto 4-5 da Mark Joyce nel secondo turno del China Open, nonostante la vittoria per 5-0 su Gareth Allen nel primo turno.
Alla vigilia del mondiale, O'Sullivan partecipa alla cerimonia per il quarantesimo anniversario dello spostamento del torneo al Crucible Theatre. Il giorno dopo affronta Gary Wilson nel suo match di primo turno e la prima sessione termina 5-4 a suo favore, sebbene avesse condotto 5-1. In una seconda sessione caratterizzata da serie di qualità, O'Sullivan riesce a prevalere 10-7. Dopo il match, parlando per la prima volta in maniera soddisfacente ai media da gennaio, attacca la World Snooker per aver usato un linguaggio "minaccioso" nei suoi confronti e afferma che non si sarebbe più fatto "intimidire" in futuro. Alcuni giocatori, come Higgins e Bingham, sostengono O'Sullivan, mentre Shaun Murphy si mostra in disaccordo. Questo rende maggiormente intrigante il match di secondo turno tra O'Sullivan e Murphy, che vede tuttavia il primo trionfare abbastanza agevolmente 13-7. Nei quarti di finale O'Sullivan affronta Ding Junhui. La prima sessione termina 4-4, con O'Sullivan che recupera dopo aver perso i primi tre frame. La seconda sessione è però dominata dal cinese che si porta sul 10-6. Nella terza sessione O'Sullivan recupera parzialmente lo svantaggio, portandosi sul risultato di 8-10, 9-11 e 10-12, ma alla fine perde 10-13. Nel diciottesimo frame O'Sullivan realizza una serie da 146, che si rivela la più alta del torneo. Alla fine del match, l'inglese dichiara di non avere nessuna intenzione di ritirarsi.

### Stagione 2017-2018: sesto Campionato del Regno Unito
La stagione 2017-2018 vede O'Sullivan aggiudicarsi cinque tornei validi per il ranking, eguagliando il record di Stephen Hendry, Mark Selby e Ding Junhui per il maggior numero di tornei vinti nell'arco di una stagione.
O'Sullivan inizia la stagione all'inaugurale Hong Kong Masters, torneo ad inviti a cui hanno preso parte 8 tra i più forti giocatori al mondo. O'Sullivan raggiunge la finale e viene battuto 3-6 da Neil Robertson, riuscendo comunque a realizzare la più alta serie del torneo (143). Negli incontri precedenti aveva battuto di misura John Higgins per 5-4 nei quarti di finale e Judd Trump 6-5 in semifinale.
O'Sullivan partecipa nello stesso mese alla CVB Snooker Challenge, come capitano della squadra britannica formata da Mark Williams, Graeme Dott, Joe Perry e Michael Holt. Durante la competizione, che vede la squadra inglese imporsi su quella cinese per 26-9, O'Sullivan batte Ding Junhui 6-1 e Zhou Yuelong 3–0. Inoltre, giocando in coppia con Williams, batte Ding e Liang Wenbó 4-3.
Il primo torneo valido per il ranking arriva ad agosto con il China Championship, in cui l'inglese non riesce tuttavia a superare i quarti di finale. O'Sullivan batte Sam Baird 5-2 e David Gilbert 5-3, rispettivamente nel primo e nel secondo turno, per poi avere la meglio 5-0 su Graeme Dott negli ottavi di finale. Nei quarti di finale incontra Luca Brecel e si porta in vantaggio 4-1, ma subisce la rimonta del belga, che si aggiudica l'incontro 5-4.
All'English Open, O'Sullivan batte nel primo turno Zhang Anda per 4-1, nonostante si fosse infortunato alla caviglia prima del match, il che lo costringe a giocare in scarpe da ginnastica, violando il regolamento. Tuttavia, visto l'infortunio, la World Snooker concede al giocatore di poter indossare quelle scarpe fino alla fine del torneo. Nel secondo turno, O'Sullivan batte Mark Davis 4-2, realizzando due centoni (136 e 134) negli ultimi due frames dell'incontro. Nel terzo turno, il suo stato di forma continua, realizzando altri tre centoni nella vittoria per 4-1 contro Zhang Yong. Alla fine dell'ultimo frame, il match viene interrotto da una spettatrice, che comincia a correre intorno al tavolo. Nonostante ciò, O'Sullivan imbuca la rosa (realizzando così una serie da 129) e le offre la sua stecca per provare ad imbucare la nera. Agli ottavi, O'Sullivan si ritrova in svantaggio 0-1, 1-2 e 2-3 contro lo storico rivale John Higgins, ma riesce comunque a trionfare 4-3, guadagnandosi un posto nei quarti, dove ha la meglio su Jack Lisowski per 5-2. In semifinale, incontra lo scozzese Anthony McGill e vince per 6-3. Nella finale, batte Kyren Wilson 9-2 e vince il suo ventinovesimo torneo valido per il Ranking (il primo dopo venti mesi). Durante l'incontro realizza quattro centoni e conclude il match con una percentuale di imbucata del 98%, avendo sbagliato solamente sei imbucate durante gli undici frames giocati. Nel corso del torneo, O'Sullivan ha realizzato in totale 12 centoni, più di chiunque altro.
Nel primo turno dell'International Championship, O'Sullivan viene battuto 1-6 dal giovane talento cinese Yan Bingtao.
Avendo vinto a gennaio i Masters e ad ottobre l'English Open, O'Sullivan si qualifica per la Champion of Champions, dove batte nella fase a gruppi Neil Robertson 4-1 e John Higgins 6-0, realizzando nell'ultimo frame la serie più alta del torneo (138). In semifinale, incontra Anthony Hamilton e perde a sorpresa i primi due frames. Nonostante ciò, vince i successivi sei frames, aggiudicandosi così l'incontro per 6-2. Inoltre, nel corso del quinto frame, realizza il centone numero 900 della sua carriera. Il suo avversario in finale è Shaun Murphy, che si porta in vantaggio 9-5. O'Sullivan riapre tuttavia il match, vincendo tre frames di fila e nel corso del diciottesimo frame avrebbe anche l'occasione di portare l'incontro al decider, ma sbaglia la verde decisiva, permettendo a Murphy di vincere per 10-8.
Qualche giorno dopo la finale, O'Sullivan arriva in Cina per gli Shanghai Masters. Gioca i primi due incontri nello stesso giorno, battendo Gary Wilson 5-2 e Joe Perry 5-1, realizzando la più alta serie del torneo (144) nel match contro Wilson. Negli ottavi, incontra Barry Hawkins e vince 5-0, per poi avere la meglio 5-1 su Mark Williams nei quarti. Per la quarta volta nell'arco della stagione incontra John Higgins e ancora una volta prevale sullo scozzese, vincendo 6-2 e guadagnandosi l'accesso alla finale, la quarta della stagione. Nella finale, O'Sullivan incontra Judd Trump e si porta in vantaggio 7-0, per poi vincere il match 10-3. L'inglese solleva così il suo trentesimo torneo valido per il Ranking e descrive questa vittoria come una delle migliori della sua carriera. Pur riconoscendo che la qualità del suo gioco non fosse stata all'altezza di quella messa in mostra all'English Open, O'Sullivan ha sottolineato come una migliore mentalità gli abbia permesso di vincere il torneo.
Al Northern Ireland Open, O'Sullivan batte Lukas Kleckers 4-2 e Duane Jones 4-0 nei primi due turni, per poi essere battuto 1-4 da Elliot Slessor nei sedicesimi di finale. Con questa sconfitta, O'Sullivan vede sfumare la possibilità di aggiudicarsi il premio da un milione di sterline che sarebbe spettato a chiunque fosse riuscito a vincere tutti e quattro i tornei della Home Nations (English Open, Northern Ireland Open, Scottish Open e Welsh Open). Alla fine del match, l'inglese dichiara che ci sono più possibilità di vincere alla lotteria.
Al Campionato del Regno Unito, O'Sullivan batte Jackson Page 6-3 nel primo turno, Michael Georgiou 6-1 nel secondo turno e Michael White 6-1 nel terzo turno. Negli ottavi di finale, riesce a stento ad evitare una clamorosa uscita per mano del giovane thailandese Sunny Akani, il quale si porta in vantaggio 2-0, 4-2 e 5-4. Nel decimo frame, Akani si trova ad un passo dalla vittoria, ma nell'imbucare la verde, cercando di promuovere la blu in una posizione migliore, finisce sfortunatamente con l'imbucare quest'ultima nella buca d'angolo, commettendo così fallo e permettendo ad O'Sullivan di pareggiare sul 5-5. L'inglese riesce poi a vincere l'ultimo frame e quindi il match per 6-5, ammettendo però che probabilmente Akani avrebbe meritato la vittoria. Nei due incontri successivi, O'Sullivan riesce ad evitare le rimonte degli avversari, dopo aver guadagnato dei vantaggi importanti. Nei quarti di finale contro Martin Gould, si porta in vantaggio 5-0, ma perde tre frames consecutivi, per poi comunque prevalere 6-3. In semifinale, affronta Stephen Maguire e nonostante un vantaggio di 4-0, deve sudare fino alla fine per avere la meglio 6-4. La finale contro Shaun Murphy si preannuncia come una sfida all'ultimo sangue tra due giocatori che in passato si erano spesso trovati in disaccordo, il tutto accentuato dal fatto che, nonostante un record negativo contro O'Sullivan, Murphy fosse riuscito a prevalere nell'ultimo recente incontro nella finale della Champion of Champions. Tuttavia, Murphy, dopo tale finale, si era scusato per i commenti che aveva fatto in passato e O'Sullivan dichiara di non aver mai avuto problemi con lui. Ad ogni modo, la prima sessione si conclude sul 4-4, mentre la seconda sessione viene nettamente dominata da O'Sullivan, che vince sei dei sette frames giocati e quindi l'incontro 10-5. Durante la finale, O'Sullivan realizza tre centoni, per un totale di dieci centoni realizzati nel corso della competizione. Con questa vittoria, l'inglese solleva il trentunesimo torneo valido per il ranking della sua carriera. Si tratta inoltre del suo sesto Campionato del Regno Unito e del suo diciottesimo torneo della Tripla corona, eguagliando così i record di Steve Davis e Stephen Hendry rispettivamente. Alla fine del match, Murphy definisce ''fenomenale'' il traguardo raggiunto da O'Sullivan, mentre Steve Davis lo descrive come "una delle più grandi macchine vincenti" nella storia dello sport.
Allo Scottish Open, O'Sullivan raggiunge i quarti di finale, battendo 4-1 Michael Georgiou e Robert Milkins nei primi due turni, Li Hang 4-3 nel terzo turno e Michael White 4-1 negli ottavi di finale. Nei quarti di finale, incontra John Higgins e viene battuto 0-5.
O'Sullivan non riesce a vincere per il terzo anno consecutivo i Masters di Londra, battuto da Mark Allen per 1-6 nei quarti di finale. Tuttavia, nel match di primo turno contro Marco Fu regala una prestazione di altissimo livello, battendo l'avversario 6-0 in soli 96 minuti e realizzando tre centoni.
O'Sullivan torna in azione al World Grand Prix, dove batte al primo turno Robert Milkins 4-0. Agli ottavi di finale, batte Yan Bingtao 4-3, dopo essere stato in svantaggio 2-3. Nei quarti, prevale nettamente 5-0 (in soli 55 minuti) su Xiao Guodong, realizzando quattro centoni nel corso del match e concludendo con una percentuale d'imbucata del 99%. In semifinale l'inglese si ritrova sotto 2-4 contro Stephen Maguire, tuttavia riesce a vincere i successivi quattro frames, grazie a serie da 72, 83 e 128, aggiudicandosi così l'incontro 6-4. In finale, affronta Ding Junhui e alla fine della prima sessione, nel corso della quale realizza tre centoni, è in vantaggio 6-3. Nella seconda sessione, O'Sullivan non lascia al cinese alcuna possibilità di rimonta e chiude l'incontro sul 10-3, vincendo il quarto trofeo stagionale.
O'Sullivan inizia il Welsh Open direttamente dal secondo turno, in seguito al ritiro dalla competizione (per ragioni mediche) del suo avversario Robin Hull. Nei successivi tre incontri O'Sullivan non perde neanche un frame, grazie alle vittorie per 4-0 su Graeme Dott, David Grace e Mike Dunn. I quarti di finale vedono ancora una volta fronteggiarsi Higgins e O'Sullivan, con lo scozzese che, dopo aver perso il primo frame, batte nettamente l'avversario 5-1.
Al Players Championship O'Sullivan batte agevolmente Graeme Dott 6-1 nel primo turno. Nei quarti di finale contro Ding Junhui, O'Sullivan si ritrova in svantaggio 0-2, riuscendo però ad andare all'intervallo sul 2-2. Successivamente, l'inglese vince 4 dei successivi cinque frames e chiude così l'incontro sul 6-3, realizzando tre centoni, di cui due negli ultimi due frames. In semifinale, incontra il campione in carica Judd Trump, che si porta in vantaggio 2-0, per poi subire la rimonta dell'avversario, che porta il risultato sul 3-2 (grazie anche ad una serie da 143). Successivamente, Trump si porta nuovamente avanti 4-3 e 5-4, prima del pareggio di O'Sullivan. Al decider, sebbene Trump abbia la prima occasione, O'Sullivan riesce a vincere frame e incontro in una sola visita. Per la terza volta in stagione, la finale vede fronteggiarsi Ronnie O'Sullivan e Shaun Murphy, con il primo che vince l'incontro per 10-4. Si tratta del trentatreesimo torneo valido per il Ranking e quinto titolo stagionale per O'Sullivan.
O'Sullivan inizia il China Open battendo 6-2 Ross Muir. Al turno successivo, contro Elliot Slessor, realizza la sua quattordicesima serie perfetta. Nonostante ciò, viene a sorpresa sconfitto 2-6.
Al Campionato mondiale, O'Sullivan incontra al primo turno Stephen Maguire e vince la partita 10-7, pur essendo stato sotto 0-4 e 3-6. Prima del match di secondo turno, l'avversario di O'Sullivan, Ali Carter, crea una situazione di tensione, affermando: "È sempre lo show di Ronnie O'Sullivan", alludendo scocciatamente al fatto che i riflettori sono quasi sempre puntati sul campione britannico. Durante il match, nel corso del diciannovesimo frame, i due si scontrano sia fisicamente (dandosi una spallata), che verbalmente (scambiandosi qualche parola non troppo amichevole). Ad ogni modo, sarà Carter a vincere l'incontro 13-9.
Si conclude così la stagione dell'inglese, una delle più prospere della sua carriera, che lo vede scalare di dodici posizioni nel Ranking, chiudendo al secondo posto della classifica mondiale.

### Stagione 2018-2019: Settimo Campionato del Regno Unito e 1000° centone
Inizia aggiudicandosi lo Shanghai Masters, in finale contro Barry Hawkins con il punteggio di 11-9. Grazie a questa vittoria O'Sulivan diventa così il primo giocatore di snooker a superare i 10 milioni di sterline in premi in carriera.
Raggiunge la semifinale all'English Open dove realizza il 15° 147 della sua carriera, perdendo 6-1 contro Mark Davis.
Nel torneo ad invito Champion of Champions vince la finale contro Kyren Wilson aggiudicandosi per la terza volta il titolo. Nel Northern Ireland Open perde la finale contro Judd Trump per 9-7 mentre vince lo UK Championship, uno dei tornei più importanti della stagione contro Mark Allen per 10-6. Si tratta del settimo titolo del campionato del Regno Unito di Ronnie diventando così il giocatore più titolato superando Steve Davis fermo a quota 6.
All'inizio del nuovo anno solare perde la sesta finale del Masters ma si rifà vincendo Players Championship, dove realizza nell'ultimo frame della finale contro Neil Robertson il suo 1000º Century Break in carriera e sempre contro l'australiano trionfa al Tour Championship.
Al Campionato mondiale viene eliminato al primo turno da James Cahill, chiudendo ugualmente la stagione al 1º posto dopo 9 anni.

### Stagione 2019-2020: Sesto titolo mondiale
Inizia la nuova stagione a Shanghai, vincendo per la terza volta consecutiva e la quarta in totale lo Shanghai Masters battendo Shaun Murphy 11-9.
Per il secondo anno consecutivo arriva in finale al Northern Ireland Open, perdendo di nuovo contro Judd Trump per 9-7, mancando la possibilità di scavalcare Stephen Hendry nella classifica dei titoli Ranking.
Il resto della stagione non è favorevole all'inglese che, dati i vari forfait in tornei importanti e le varie uscite nei primi turni, come allo UK Championship, al World Grand Prix e allo Shoot-Out, non viene invitato al Players Championship e al Tour Championship, dove era campione in carica di entrambi, poiché non è riuscito a rimanere rispettivamente tra i primi 16 e i primi 8 della classifica stagionale.
La stagione si conclude, a partire dal 31 luglio, con il mondiale. Riesce ad aggiudicarsi il suo sesto titolo battendo nell'ordine Thepchaiya Un-Nooh 10-1, Ding Junhui 13-10, Mark Williams 13-10, Mark Selby 17-16 e infine Kyren Wilson in finale con il punteggio di 18-8. Con il suo sesto titolo eguaglia Ray Reardon e Steve Davis, portandosi ad un solo titolo mondiale di distanza dallo scozzese Stephen Hendry. Si tratta inoltre del ventesimo titolo della tripla corona e del 37º titolo valido per il ranking, il che lo fa diventare il giocatore con il maggior numero di tornei ranking vinti superando così l'amico rivale Stephen Hendry.

### Stagione 2020-2021
La stagione 2020-2021 ha raggiunto la finale in ben cinque tornei validi per il ranking. Tuttavia, non è riuscito a prevalere in nessuna di esse, diventando così il primo giocatore a perdere cinque finali in una singola stagione di tornei validi per il ranking. La sua esclusione al secondo turno nel Campionato del Mondo lo ha portato a terminare la stagione al terzo posto nel ranking.

### Stagione 2021-2022: Settimo titolo mondiale
Dopo vari incontri validi per la qualificazione a tornei ranking, il primo evento importante della stagione è l'English Open, dove raggiunge la semifinale contro il coetaneo John Higgins. L'incontro termina 6-5 in favore dello scozzese, che successivamente sconfigge O'Sullivan 6-1 sia al Champion of Champions che allo Scottish Open.
Al World Grand Prix, torneo valido per il ranking, O'Sullivan raggiunge la finale contro Neil Robertson dopo aver superato Andy Hicks, Hossein Vafaei, Jimmy Robertson e Stuart Bingham. Si aggiudica la vittoria per 10-8, dopo il trionfo al mondiale del 2020.
Prima di raggiungere il Campionato del Mondo, ha giocato la finale all'European Master, perdendo contror il cinese Fan Zhengyi, e la semifinale al Tour Championship, perdendo contro Neil Robertson per 10-9.
Al secondo turno del Campionato del Mondo, stabilisce il record di 71 vittorie al Crucible battendo Mark Allen 13-4. Ai quarti, sconfigge Stephen Maguire 13-5, raggiungendo per la 13ª volta la semifinale del mondiale dove sconfigge John Higgins 17-11. In finale contro Judd Trump si aggiudica il suo settimo titolo mondiale con il risultato di 18-13, eguagliando Stephen Hendry al primo posto per il numero di mondiali vinti nell'era moderna e estendendo il suo record di titoli ranking vinti, ora salito a 39. Termina la stagione al primo posto nel ranking.

## Risultati
In questa tabella sono riportati i risultati dei tornei a cui Ronnie O'Sullivan ha partecipato e la sua posizione nella classifica mondiale anno dopo anno.
| Torneo                       | 1992/ 93           | 1993/ 94           | 1994/ 95           | 1995/ 96           | 1996/ 97           | 1997/ 98           | 1998/ 99           | 1999/ 00           | 2000/ 01           | 2001/ 02           | 2002/ 03          | 2003/ 04          | 2004/ 05          | 2005/ 06          | 2006/ 07          | 2007/ 08          | 2008/ 09          | 2009/ 10          | 2010/ 11             | 2011/ 12             | 2012/ 13             | 2013/ 14             | 2014/ 15             | 2015/ 16             | 2016/ 17          | 2017/ 18          | 2018/ 19           | 2019/ 20           | 2020/ 21           | 2021/ 22           |                    |                    |                    |                    |                    |                    |                    |                    |                    |                    |                    |                    |                    |                    |                    |                    |                    |                    |                    |                    |                    |                    |                    |                    |                    |                    |
| Ranking                      | [ nb 2 ]           | 57                 | 9                  | 3                  | 8                  | 7                  | 3                  | 4                  | 4                  | 2                  | 1                 | 3                 | 1                 | 1                 | 3                 | 5                 | 1                 | 1                 | 3                    | 11                   | 9                    | 19                   | 4                    | 5                    | 10                | 14                | 2                  | 1                  | 2                  | 1                  |                    |                    |                    |                    |                    |                    |                    |                    |                    |                    |                    |                    |                    |                    |                    |                    |                    |                    |                    |                    |                    |                    |                    |                    |                    |                    |
| Tornei Ranking               |                    |                    |                    |                    |                    |                    |                    |                    |                    |                    |                   |                   |                   |                   |                   |                   |                   |                   |                      |                      |                      |                      |                      |                      |                   |                   |                    |                    |                    |                    |                    |                    |                    |                    |                    |                    |                    |                    |                    |                    |                    |                    |                    |                    |                    |                    |                    |                    |                    |                    |                    |                    |                    |                    |                    |                    |
| Riga Masters                 | Torneo non tenuto  | Torneo non tenuto  | Torneo non tenuto  | Torneo non tenuto  | Torneo non tenuto  | Torneo non tenuto  | Torneo non tenuto  | Torneo non tenuto  | Torneo non tenuto  | Torneo non tenuto  | Torneo non tenuto | Torneo non tenuto | Torneo non tenuto | Torneo non tenuto | Torneo non tenuto | Torneo non tenuto | Torneo non tenuto | Torneo non tenuto | Torneo non tenuto    | Torneo non tenuto    | Torneo non tenuto    | Torneo non tenuto    | Minor-Ranking        | Minor-Ranking        | A                 | A                 | A                  | A                  | Torneo non tenuto  | Torneo non tenuto  |                    |                    |                    |                    |                    |                    |                    |                    |                    |                    |                    |                    |                    |                    |                    |                    |                    |                    |                    |                    |                    |                    |                    |                    |                    |                    |
| International Championship   | Torneo non tenuto  | Torneo non tenuto  | Torneo non tenuto  | Torneo non tenuto  | Torneo non tenuto  | Torneo non tenuto  | Torneo non tenuto  | Torneo non tenuto  | Torneo non tenuto  | Torneo non tenuto  | Torneo non tenuto | Torneo non tenuto | Torneo non tenuto | Torneo non tenuto | Torneo non tenuto | Torneo non tenuto | Torneo non tenuto | Torneo non tenuto | Torneo non tenuto    | Torneo non tenuto    | WD                   | 2R                   | QF                   | A                    | 3R                | 1R                | A                  | A                  | Torneo non tenuto  | Torneo non tenuto  |                    |                    |                    |                    |                    |                    |                    |                    |                    |                    |                    |                    |                    |                    |                    |                    |                    |                    |                    |                    |                    |                    |                    |                    |                    |                    |
| China Championship           | Torneo non tenuto  | Torneo non tenuto  | Torneo non tenuto  | Torneo non tenuto  | Torneo non tenuto  | Torneo non tenuto  | Torneo non tenuto  | Torneo non tenuto  | Torneo non tenuto  | Torneo non tenuto  | Torneo non tenuto | Torneo non tenuto | Torneo non tenuto | Torneo non tenuto | Torneo non tenuto | Torneo non tenuto | Torneo non tenuto | Torneo non tenuto | Torneo non tenuto    | Torneo non tenuto    | Torneo non tenuto    | Torneo non tenuto    | Torneo non tenuto    | Torneo non tenuto    | NR                | QF                | A                  | A                  | Torneo non tenuto  | Torneo non tenuto  |                    |                    |                    |                    |                    |                    |                    |                    |                    |                    |                    |                    |                    |                    |                    |                    |                    |                    |                    |                    |                    |                    |                    |                    |                    |                    |
| English Open                 | Torneo non tenuto  | Torneo non tenuto  | Torneo non tenuto  | Torneo non tenuto  | Torneo non tenuto  | Torneo non tenuto  | Torneo non tenuto  | Torneo non tenuto  | Torneo non tenuto  | Torneo non tenuto  | Torneo non tenuto | Torneo non tenuto | Torneo non tenuto | Torneo non tenuto | Torneo non tenuto | Torneo non tenuto | Torneo non tenuto | Torneo non tenuto | Torneo non tenuto    | Torneo non tenuto    | Torneo non tenuto    | Torneo non tenuto    | Torneo non tenuto    | Torneo non tenuto    | 3R                | W                 | SF                 | 4R                 | 3R                 | SF                 |                    |                    |                    |                    |                    |                    |                    |                    |                    |                    |                    |                    |                    |                    |                    |                    |                    |                    |                    |                    |                    |                    |                    |                    |                    |                    |
| World Open                   | 1R                 | 1R                 | QF                 | 1R                 | 2R                 | 2R                 | 3R                 | QF                 | F                  | QF                 | QF                | 2R                | W                 | F                 | QF                | F                 | QF                | 2R                | F                    | WD                   | A                    | A                    | Torneo non tenuto    | Torneo non tenuto    | A                 | A                 | A                  | LQ                 | Torneo non tenuto  | Torneo non tenuto  |                    |                    |                    |                    |                    |                    |                    |                    |                    |                    |                    |                    |                    |                    |                    |                    |                    |                    |                    |                    |                    |                    |                    |                    |                    |                    |
| Northern Ireland Open        | Torneo non tenuto  | Torneo non tenuto  | Torneo non tenuto  | Torneo non tenuto  | Torneo non tenuto  | Torneo non tenuto  | Torneo non tenuto  | Torneo non tenuto  | Torneo non tenuto  | Torneo non tenuto  | Torneo non tenuto | Torneo non tenuto | Torneo non tenuto | Torneo non tenuto | Torneo non tenuto | Torneo non tenuto | Torneo non tenuto | Torneo non tenuto | Torneo non tenuto    | Torneo non tenuto    | Torneo non tenuto    | Torneo non tenuto    | Torneo non tenuto    | Torneo non tenuto    | 4R                | 3R                | F                  | F                  | F                  | 3R                 |                    |                    |                    |                    |                    |                    |                    |                    |                    |                    |                    |                    |                    |                    |                    |                    |                    |                    |                    |                    |                    |                    |                    |                    |                    |                    |
| UK Championship              | 2R                 | W                  | QF                 | QF                 | 1R                 | W                  | WD                 | QF                 | SF                 | W                  | QF                | SF                | 2R                | 1R                | QF                | W                 | 2R                | SF                | 1R                   | 2R                   | A                    | QF                   | W                    | A                    | F                 | W                 | W                  | 4R                 | 2R                 | QF                 |                    |                    |                    |                    |                    |                    |                    |                    |                    |                    |                    |                    |                    |                    |                    |                    |                    |                    |                    |                    |                    |                    |                    |                    |                    |                    |
| Scottish Open                | 2R                 | LQ                 | 3R                 | 1R                 | QF                 | W                  | 2R                 | W                  | 2R                 | 2R                 | 3R                | QF                | Torneo non tenuto | Torneo non tenuto | Torneo non tenuto | Torneo non tenuto | Torneo non tenuto | Torneo non tenuto | Torneo non tenuto    | Torneo non tenuto    | MR                   | Torneo non tenuto    | Torneo non tenuto    | Torneo non tenuto    | QF                | QF                | WD                 | QF                 | F                  | SF                 |                    |                    |                    |                    |                    |                    |                    |                    |                    |                    |                    |                    |                    |                    |                    |                    |                    |                    |                    |                    |                    |                    |                    |                    |                    |                    |
| European Masters             | QF                 | F                  | SF                 | 1R                 | 1R                 | NH                 | 1R                 | Torneo non tenuto  | Torneo non tenuto  | QF                 | W                 | QF                | 2R                | A                 | 1R                | NR                | Torneo non tenuto | Torneo non tenuto | Torneo non tenuto    | Torneo non tenuto    | Torneo non tenuto    | Torneo non tenuto    | Torneo non tenuto    | Torneo non tenuto    | F                 | A                 | WD                 | A                  | 2R                 | F                  |                    |                    |                    |                    |                    |                    |                    |                    |                    |                    |                    |                    |                    |                    |                    |                    |                    |                    |                    |                    |                    |                    |                    |                    |                    |                    |
| German Masters               | Torneo non tenuto  | Torneo non tenuto  | Torneo non tenuto  | 1R                 | W                  | SF                 | NR                 | Torneo non tenuto  | Torneo non tenuto  | Torneo non tenuto  | Torneo non tenuto | Torneo non tenuto | Torneo non tenuto | Torneo non tenuto | Torneo non tenuto | Torneo non tenuto | Torneo non tenuto | Torneo non tenuto | WD                   | W                    | A                    | LQ                   | QF                   | LQ                   | 1R                | WD                | A                  | A                  | A                  | LQ                 |                    |                    |                    |                    |                    |                    |                    |                    |                    |                    |                    |                    |                    |                    |                    |                    |                    |                    |                    |                    |                    |                    |                    |                    |                    |                    |
| World Grand Prix             | Torneo non tenuto  | Torneo non tenuto  | Torneo non tenuto  | Torneo non tenuto  | Torneo non tenuto  | Torneo non tenuto  | Torneo non tenuto  | Torneo non tenuto  | Torneo non tenuto  | Torneo non tenuto  | Torneo non tenuto | Torneo non tenuto | Torneo non tenuto | Torneo non tenuto | Torneo non tenuto | Torneo non tenuto | Torneo non tenuto | Torneo non tenuto | Torneo non tenuto    | Torneo non tenuto    | Torneo non tenuto    | Torneo non tenuto    | NR                   | 1R                   | 2R                | W                 | 1R                 | 3R                 | SF                 | W                  |                    |                    |                    |                    |                    |                    |                    |                    |                    |                    |                    |                    |                    |                    |                    |                    |                    |                    |                    |                    |                    |                    |                    |                    |                    |                    |
| Welsh Open                   | 2R                 | 1R                 | QF                 | 2R                 | 2R                 | 3R                 | SF                 | 3R                 | 2R                 | 2R                 | QF                | W                 | W                 | 2R                | QF                | F                 | 2R                | SF                | 1R                   | SF                   | A                    | W                    | 3R                   | W                    | 2R                | QF                | 3R                 | SF                 | F                  | 3R                 |                    |                    |                    |                    |                    |                    |                    |                    |                    |                    |                    |                    |                    |                    |                    |                    |                    |                    |                    |                    |                    |                    |                    |                    |                    |                    |
| Shoot-Out                    | Torneo non tenuto  | Torneo non tenuto  | Torneo non tenuto  | Torneo non tenuto  | Torneo non tenuto  | Torneo non tenuto  | Torneo non tenuto  | Torneo non tenuto  | Torneo non tenuto  | Torneo non tenuto  | Torneo non tenuto | Torneo non tenuto | Torneo non tenuto | Torneo non tenuto | Torneo non tenuto | Torneo non tenuto | Torneo non tenuto | Torneo non tenuto | Torneo Non-Ranking   | Torneo Non-Ranking   | Torneo Non-Ranking   | Torneo Non-Ranking   | Torneo Non-Ranking   | Torneo Non-Ranking   | A                 | A                 | A                  | 2R                 | A                  | A                  |                    |                    |                    |                    |                    |                    |                    |                    |                    |                    |                    |                    |                    |                    |                    |                    |                    |                    |                    |                    |                    |                    |                    |                    |                    |                    |
| Players Championship         | Torneo non tenuto  | Torneo non tenuto  | Torneo non tenuto  | Torneo non tenuto  | Torneo non tenuto  | Torneo non tenuto  | Torneo non tenuto  | Torneo non tenuto  | Torneo non tenuto  | Torneo non tenuto  | Torneo non tenuto | Torneo non tenuto | Torneo non tenuto | Torneo non tenuto | Torneo non tenuto | Torneo non tenuto | Torneo non tenuto | Torneo non tenuto | DNQ                  | WD                   | DNQ                  | 2R                   | DNQ                  | DNQ                  | QF                | W                 | W                  | DNQ                | F                  | QF                 |                    |                    |                    |                    |                    |                    |                    |                    |                    |                    |                    |                    |                    |                    |                    |                    |                    |                    |                    |                    |                    |                    |                    |                    |                    |                    |
| Gibraltar Open               | Torneo non tenuto  | Torneo non tenuto  | Torneo non tenuto  | Torneo non tenuto  | Torneo non tenuto  | Torneo non tenuto  | Torneo non tenuto  | Torneo non tenuto  | Torneo non tenuto  | Torneo non tenuto  | Torneo non tenuto | Torneo non tenuto | Torneo non tenuto | Torneo non tenuto | Torneo non tenuto | Torneo non tenuto | Torneo non tenuto | Torneo non tenuto | Torneo non tenuto    | Torneo non tenuto    | Torneo non tenuto    | Torneo non tenuto    | Torneo non tenuto    | MR                   | A                 | A                 | A                  | A                  | A                  | 1R                 |                    |                    |                    |                    |                    |                    |                    |                    |                    |                    |                    |                    |                    |                    |                    |                    |                    |                    |                    |                    |                    |                    |                    |                    |                    |                    |
| Tour Championship            | Torneo non tenuto  | Torneo non tenuto  | Torneo non tenuto  | Torneo non tenuto  | Torneo non tenuto  | Torneo non tenuto  | Torneo non tenuto  | Torneo non tenuto  | Torneo non tenuto  | Torneo non tenuto  | Torneo non tenuto | Torneo non tenuto | Torneo non tenuto | Torneo non tenuto | Torneo non tenuto | Torneo non tenuto | Torneo non tenuto | Torneo non tenuto | Torneo non tenuto    | Torneo non tenuto    | Torneo non tenuto    | Torneo non tenuto    | Torneo non tenuto    | Torneo non tenuto    | Torneo non tenuto | Torneo non tenuto | W                  | DNQ                | F                  | SF                 |                    |                    |                    |                    |                    |                    |                    |                    |                    |                    |                    |                    |                    |                    |                    |                    |                    |                    |                    |                    |                    |                    |                    |                    |                    |                    |
| China Open                   | Torneo non tenuto  | Torneo non tenuto  | Torneo non tenuto  | Torneo non tenuto  | Torneo non tenuto  | NR                 | 2R                 | W                  | W                  | QF                 | Torneo non tenuto | Torneo non tenuto | WD                | 1R                | SF                | 1R                | QF                | 1R                | 1R                   | QF                   | A                    | A                    | WD                   | A                    | 2R                | 1R                | A                  | Torneo non tenuto  | Torneo non tenuto  | Torneo non tenuto  |                    |                    |                    |                    |                    |                    |                    |                    |                    |                    |                    |                    |                    |                    |                    |                    |                    |                    |                    |                    |                    |                    |                    |                    |                    |                    |
| Campionato mondiale          | 1R                 | 2R                 | QF                 | SF                 | 2R                 | SF                 | SF                 | 1R                 | W                  | SF                 | 1R                | W                 | QF                | SF                | QF                | W                 | 2R                | QF                | QF                   | W                    | W                    | F                    | QF                   | 2R                   | QF                | 2R                | 1R                 | W                  | 2R                 | W                  |                    |                    |                    |                    |                    |                    |                    |                    |                    |                    |                    |                    |                    |                    |                    |                    |                    |                    |                    |                    |                    |                    |                    |                    |                    |                    |
| Tornei Non-Ranking           |                    |                    |                    |                    |                    |                    |                    |                    |                    |                    |                   |                   |                   |                   |                   |                   |                   |                   |                      |                      |                      |                      |                      |                      |                   |                   |                    |                    |                    |                    |                    |                    |                    |                    |                    |                    |                    |                    |                    |                    |                    |                    |                    |                    |                    |                    |                    |                    |                    |                    |                    |                    |                    |                    |                    |                    |
| Paul Hunter Classic          | Torneo non tenuto  | Torneo non tenuto  | Torneo non tenuto  | Torneo non tenuto  | Torneo non tenuto  | Torneo non tenuto  | Torneo non tenuto  | Torneo non tenuto  | Torneo non tenuto  | Torneo non tenuto  | Torneo non tenuto | Torneo non tenuto | Evento pro-am     | Evento pro-am     | Evento pro-am     | Evento pro-am     | Evento pro-am     | Evento pro-am     | Torneo Minor-Ranking | Torneo Minor-Ranking | Torneo Minor-Ranking | Torneo Minor-Ranking | Torneo Minor-Ranking | Torneo Minor-Ranking | Torneo Ranking    | Torneo Ranking    | Torneo Ranking     | A                  | Torneo non tenuto  |                    |                    |                    |                    |                    |                    |                    |                    |                    |                    |                    |                    |                    |                    |                    |                    |                    |                    |                    |                    |                    |                    |                    |                    |                    |                    |                    |
| Shanghai Masters             | Torneo non tenuto  | Torneo non tenuto  | Torneo non tenuto  | Torneo non tenuto  | Torneo non tenuto  | Torneo non tenuto  | Torneo non tenuto  | Torneo non tenuto  | Torneo non tenuto  | Torneo non tenuto  | Torneo non tenuto | Torneo non tenuto | Torneo non tenuto | Torneo non tenuto | Torneo non tenuto | Torneo Ranking    | Torneo Ranking    | Torneo Ranking    | Torneo Ranking       | Torneo Ranking       | Torneo Ranking       | Torneo Ranking       | Torneo Ranking       | Torneo Ranking       | Torneo Ranking    | Torneo Ranking    | W                  | W                  | Torneo non tenuto  |                    |                    |                    |                    |                    |                    |                    |                    |                    |                    |                    |                    |                    |                    |                    |                    |                    |                    |                    |                    |                    |                    |                    |                    |                    |                    |                    |
| Champion of Champions        | Torneo non tenuto  | Torneo non tenuto  | Torneo non tenuto  | Torneo non tenuto  | Torneo non tenuto  | Torneo non tenuto  | Torneo non tenuto  | Torneo non tenuto  | Torneo non tenuto  | Torneo non tenuto  | Torneo non tenuto | Torneo non tenuto | Torneo non tenuto | Torneo non tenuto | Torneo non tenuto | Torneo non tenuto | Torneo non tenuto | Torneo non tenuto | Torneo non tenuto    | Torneo non tenuto    | Torneo non tenuto    | W                    | W                    | WD                   | F                 | F                 | W                  | SF                 | QF                 |                    |                    |                    |                    |                    |                    |                    |                    |                    |                    |                    |                    |                    |                    |                    |                    |                    |                    |                    |                    |                    |                    |                    |                    |                    |                    |                    |
| The Masters                  | A                  | WR                 | W                  | F                  | F                  | QF                 | QF                 | QF                 | 1R                 | QF                 | QF                | F                 | W                 | F                 | W                 | 1R                | W                 | F                 | 1R                   | QF                   | A                    | W                    | SF                   | W                    | W                 | QF                | F                  | A                  | QF                 |                    |                    |                    |                    |                    |                    |                    |                    |                    |                    |                    |                    |                    |                    |                    |                    |                    |                    |                    |                    |                    |                    |                    |                    |                    |                    |                    |
| Championship League          | Torneo non tenuto  | Torneo non tenuto  | Torneo non tenuto  | Torneo non tenuto  | Torneo non tenuto  | Torneo non tenuto  | Torneo non tenuto  | Torneo non tenuto  | Torneo non tenuto  | Torneo non tenuto  | Torneo non tenuto | Torneo non tenuto | Torneo non tenuto | Torneo non tenuto | Torneo non tenuto | A                 | A                 | RR                | RR                   | A                    | A                    | A                    | WD                   | F                    | A                 | A                 | A                  | A                  | WD                 |                    |                    |                    |                    |                    |                    |                    |                    |                    |                    |                    |                    |                    |                    |                    |                    |                    |                    |                    |                    |                    |                    |                    |                    |                    |                    |                    |
| Ex tornei Ranking            |                    |                    |                    |                    |                    |                    |                    |                    |                    |                    |                   |                   |                   |                   |                   |                   |                   |                   |                      |                      |                      |                      |                      |                      |                   |                   |                    |                    |                    |                    |                    |                    |                    |                    |                    |                    |                    |                    |                    |                    |                    |                    |                    |                    |                    |                    |                    |                    |                    |                    |                    |                    |                    |                    |                    |                    |
| Dubai Classic                | LQ                 | SF                 | SF                 | 1R                 | W                  | Torneo non tenuto  | Torneo non tenuto  | Torneo non tenuto  | Torneo non tenuto  | Torneo non tenuto  | Torneo non tenuto | Torneo non tenuto | Torneo non tenuto | Torneo non tenuto | Torneo non tenuto | Torneo non tenuto | Torneo non tenuto | Torneo non tenuto | Torneo non tenuto    | Torneo non tenuto    | Torneo non tenuto    | Torneo non tenuto    | Torneo non tenuto    | Torneo non tenuto    | Torneo non tenuto | Torneo non tenuto | Torneo non tenuto  | Torneo non tenuto  | Torneo non tenuto  | Torneo non tenuto  | Torneo non tenuto  | Torneo non tenuto  | Torneo non tenuto  | Torneo non tenuto  | Torneo non tenuto  |                    |                    |                    |                    |                    |                    |                    |                    |                    |                    |                    |                    |                    |                    |                    |                    |                    |                    |                    |                    |                    |
| Malta Grand Prix             | Torneo non tenuto  | Torneo non tenuto  | Titoli Non-Ranking | Titoli Non-Ranking | Titoli Non-Ranking | Titoli Non-Ranking | Titoli Non-Ranking | QF                 | NR                 | Torneo non tenuto  | Torneo non tenuto | Torneo non tenuto | Torneo non tenuto | Torneo non tenuto | Torneo non tenuto | Torneo non tenuto | Torneo non tenuto | Torneo non tenuto | Torneo non tenuto    | Torneo non tenuto    | Torneo non tenuto    | Torneo non tenuto    | Torneo non tenuto    | Torneo non tenuto    | Torneo non tenuto | Torneo non tenuto | Torneo non tenuto  | Torneo non tenuto  | Torneo non tenuto  | Torneo non tenuto  | Torneo non tenuto  | Torneo non tenuto  | Torneo non tenuto  | Torneo non tenuto  | Torneo non tenuto  | Torneo non tenuto  | Torneo non tenuto  | Torneo non tenuto  | Torneo non tenuto  |                    |                    |                    |                    |                    |                    |                    |                    |                    |                    |                    |                    |                    |                    |                    |                    |                    |
| Thailand Masters             | 2R                 | 1R                 | F                  | 2R                 | SF                 | 2R                 | 1R                 | 2R                 | 2R                 | SF                 | NR                | Torneo non tenuto | Torneo non tenuto | Torneo non tenuto | NR                | Torneo non tenuto | Torneo non tenuto | Torneo non tenuto | Torneo non tenuto    | Torneo non tenuto    | Torneo non tenuto    | Torneo non tenuto    | Torneo non tenuto    | Torneo non tenuto    | Torneo non tenuto | Torneo non tenuto | Torneo non tenuto  | Torneo non tenuto  | Torneo non tenuto  | Torneo non tenuto  | Torneo non tenuto  | Torneo non tenuto  | Torneo non tenuto  | Torneo non tenuto  | Torneo non tenuto  | Torneo non tenuto  | Torneo non tenuto  | Torneo non tenuto  | Torneo non tenuto  | Torneo non tenuto  | Torneo non tenuto  | Torneo non tenuto  | Torneo non tenuto  | Torneo non tenuto  | Torneo non tenuto  |                    |                    |                    |                    |                    |                    |                    |                    |                    |                    |                    |
| British Open                 | LQ                 | W                  | F                  | SF                 | 1R                 | QF                 | 3R                 | SF                 | QF                 | SF                 | 3R                | F                 | SF                | Torneo non tenuto | Torneo non tenuto | Torneo non tenuto | Torneo non tenuto | Torneo non tenuto | Torneo non tenuto    | Torneo non tenuto    | Torneo non tenuto    | Torneo non tenuto    | Torneo non tenuto    | Torneo non tenuto    | Torneo non tenuto | Torneo non tenuto | Torneo non tenuto  | Torneo non tenuto  | Torneo non tenuto  | Torneo non tenuto  | Torneo non tenuto  | Torneo non tenuto  | Torneo non tenuto  | Torneo non tenuto  | Torneo non tenuto  | Torneo non tenuto  | Torneo non tenuto  | Torneo non tenuto  | Torneo non tenuto  | Torneo non tenuto  | Torneo non tenuto  | Torneo non tenuto  | Torneo non tenuto  |                    |                    |                    |                    |                    |                    |                    |                    |                    |                    |                    |                    |                    |
| Irish Masters                | Torneo Non-Ranking | Torneo Non-Ranking | Torneo Non-Ranking | Torneo Non-Ranking | Torneo Non-Ranking | Torneo Non-Ranking | Torneo Non-Ranking | Torneo Non-Ranking | Torneo Non-Ranking | Torneo Non-Ranking | W                 | QF                | W                 | NH                | NR                | Torneo non tenuto | Torneo non tenuto | Torneo non tenuto | Torneo non tenuto    | Torneo non tenuto    | Torneo non tenuto    | Torneo non tenuto    | Torneo non tenuto    | Torneo non tenuto    | Torneo non tenuto | Torneo non tenuto | Torneo non tenuto  | Torneo non tenuto  | Torneo non tenuto  | Torneo non tenuto  | Torneo non tenuto  | Torneo non tenuto  | Torneo non tenuto  | Torneo non tenuto  | Torneo non tenuto  | Torneo non tenuto  | Torneo non tenuto  | Torneo non tenuto  | Torneo non tenuto  | Torneo non tenuto  | Torneo non tenuto  | Torneo non tenuto  | Torneo non tenuto  | Torneo non tenuto  | Torneo non tenuto  |                    |                    |                    |                    |                    |                    |                    |                    |                    |                    |                    |
| Northern Ireland Trophy      | Torneo non tenuto  | Torneo non tenuto  | Torneo non tenuto  | Torneo non tenuto  | Torneo non tenuto  | Torneo non tenuto  | Torneo non tenuto  | Torneo non tenuto  | Torneo non tenuto  | Torneo non tenuto  | Torneo non tenuto | Torneo non tenuto | Torneo non tenuto | NR                | F                 | QF                | W                 | Torneo non tenuto | Torneo non tenuto    | Torneo non tenuto    | Torneo non tenuto    | Torneo non tenuto    | Torneo non tenuto    | Torneo non tenuto    | Torneo non tenuto | Torneo non tenuto | Torneo non tenuto  | Torneo non tenuto  | Torneo non tenuto  | Torneo non tenuto  | Torneo non tenuto  | Torneo non tenuto  | Torneo non tenuto  | Torneo non tenuto  | Torneo non tenuto  | Torneo non tenuto  | Torneo non tenuto  | Torneo non tenuto  | Torneo non tenuto  | Torneo non tenuto  | Torneo non tenuto  | Torneo non tenuto  | Torneo non tenuto  | Torneo non tenuto  | Torneo non tenuto  | Torneo non tenuto  | Torneo non tenuto  |                    |                    |                    |                    |                    |                    |                    |                    |                    |
| Shanghai Masters             | Torneo non tenuto  | Torneo non tenuto  | Torneo non tenuto  | Torneo non tenuto  | Torneo non tenuto  | Torneo non tenuto  | Torneo non tenuto  | Torneo non tenuto  | Torneo non tenuto  | Torneo non tenuto  | Torneo non tenuto | Torneo non tenuto | Torneo non tenuto | Torneo non tenuto | Torneo non tenuto | WD                | F                 | W                 | WD                   | 2R                   | A                    | A                    | 1R                   | A                    | 2R                | W                 | Torneo Non-Ranking | Torneo Non-Ranking | Torneo Non-Ranking | Torneo Non-Ranking | Torneo Non-Ranking | Torneo Non-Ranking | Torneo Non-Ranking | Torneo Non-Ranking | Torneo Non-Ranking | Torneo Non-Ranking | Torneo Non-Ranking | Torneo Non-Ranking | Torneo Non-Ranking | Torneo Non-Ranking | Torneo Non-Ranking | Torneo Non-Ranking | Torneo Non-Ranking | Torneo Non-Ranking | Torneo Non-Ranking | Torneo Non-Ranking | Torneo Non-Ranking | Torneo Non-Ranking | Torneo Non-Ranking | Torneo Non-Ranking | Torneo Non-Ranking | Torneo Non-Ranking | Torneo Non-Ranking | Torneo Non-Ranking | Torneo Non-Ranking | Torneo Non-Ranking |
| Ex tornei Non-Ranking        |                    |                    |                    |                    |                    |                    |                    |                    |                    |                    |                   |                   |                   |                   |                   |                   |                   |                   |                      |                      |                      |                      |                      |                      |                   |                   |                    |                    |                    |                    |                    |                    |                    |                    |                    |                    |                    |                    |                    |                    |                    |                    |                    |                    |                    |                    |                    |                    |                    |                    |                    |                    |                    |                    |                    |                    |
| Nescafe Extra Challenge      | W                  | Torneo non tenuto  | Torneo non tenuto  | Torneo non tenuto  | Torneo non tenuto  | Torneo non tenuto  | Torneo non tenuto  | Torneo non tenuto  | Torneo non tenuto  | Torneo non tenuto  | Torneo non tenuto | Torneo non tenuto | Torneo non tenuto | Torneo non tenuto | Torneo non tenuto | Torneo non tenuto | Torneo non tenuto | Torneo non tenuto | Torneo non tenuto    | Torneo non tenuto    | Torneo non tenuto    | Torneo non tenuto    | Torneo non tenuto    | Torneo non tenuto    | Torneo non tenuto | Torneo non tenuto | Torneo non tenuto  | Torneo non tenuto  | Torneo non tenuto  | Torneo non tenuto  | Torneo non tenuto  |                    |                    |                    |                    |                    |                    |                    |                    |                    |                    |                    |                    |                    |                    |                    |                    |                    |                    |                    |                    |                    |                    |                    |                    |                    |
| Benson & Hedges Championship | WD                 | W                  | A                  | A                  | A                  | A                  | A                  | A                  | A                  | A                  | A                 | A                 | A                 | NH                | A                 | A                 | A                 | A                 | Torneo non tenuto    | Torneo non tenuto    | Torneo non tenuto    | Torneo non tenuto    | Torneo non tenuto    | Torneo non tenuto    | Torneo non tenuto | Torneo non tenuto | Torneo non tenuto  | Torneo non tenuto  | Torneo non tenuto  | Torneo non tenuto  | Torneo non tenuto  | Torneo non tenuto  | Torneo non tenuto  | Torneo non tenuto  | Torneo non tenuto  | Torneo non tenuto  | Torneo non tenuto  | Torneo non tenuto  | Torneo non tenuto  | Torneo non tenuto  | Torneo non tenuto  | Torneo non tenuto  | Torneo non tenuto  | Torneo non tenuto  | Torneo non tenuto  | Torneo non tenuto  | Torneo non tenuto  | Torneo non tenuto  |                    |                    |                    |                    |                    |                    |                    |                    |
| Tenball                      | Torneo non tenuto  | Torneo non tenuto  | F                  | Torneo non tenuto  | Torneo non tenuto  | Torneo non tenuto  | Torneo non tenuto  | Torneo non tenuto  | Torneo non tenuto  | Torneo non tenuto  | Torneo non tenuto | Torneo non tenuto | Torneo non tenuto | Torneo non tenuto | Torneo non tenuto | Torneo non tenuto | Torneo non tenuto | Torneo non tenuto | Torneo non tenuto    | Torneo non tenuto    | Torneo non tenuto    | Torneo non tenuto    | Torneo non tenuto    | Torneo non tenuto    | Torneo non tenuto | Torneo non tenuto | Torneo non tenuto  | Torneo non tenuto  | Torneo non tenuto  | Torneo non tenuto  | Torneo non tenuto  | Torneo non tenuto  | Torneo non tenuto  |                    |                    |                    |                    |                    |                    |                    |                    |                    |                    |                    |                    |                    |                    |                    |                    |                    |                    |                    |                    |                    |                    |                    |
| Pontins Professional         | A                  | A                  | QF                 | A                  | A                  | A                  | A                  | A                  | Torneo non tenuto  | Torneo non tenuto  | Torneo non tenuto | Torneo non tenuto | Torneo non tenuto | Torneo non tenuto | Torneo non tenuto | Torneo non tenuto | Torneo non tenuto | Torneo non tenuto | Torneo non tenuto    | Torneo non tenuto    | Torneo non tenuto    | Torneo non tenuto    | Torneo non tenuto    | Torneo non tenuto    | Torneo non tenuto | Torneo non tenuto | Torneo non tenuto  | Torneo non tenuto  | Torneo non tenuto  | Torneo non tenuto  | Torneo non tenuto  | Torneo non tenuto  | Torneo non tenuto  | Torneo non tenuto  | Torneo non tenuto  | Torneo non tenuto  | Torneo non tenuto  | Torneo non tenuto  |                    |                    |                    |                    |                    |                    |                    |                    |                    |                    |                    |                    |                    |                    |                    |                    |                    |                    |
| Superstar International      | Torneo non tenuto  | Torneo non tenuto  | Torneo non tenuto  | Torneo non tenuto  | Torneo non tenuto  | W                  | Torneo non tenuto  | Torneo non tenuto  | Torneo non tenuto  | Torneo non tenuto  | Torneo non tenuto | Torneo non tenuto | Torneo non tenuto | Torneo non tenuto | Torneo non tenuto | Torneo non tenuto | Torneo non tenuto | Torneo non tenuto | Torneo non tenuto    | Torneo non tenuto    | Torneo non tenuto    | Torneo non tenuto    | Torneo non tenuto    | Torneo non tenuto    | Torneo non tenuto | Torneo non tenuto | Torneo non tenuto  | Torneo non tenuto  | Torneo non tenuto  | Torneo non tenuto  | Torneo non tenuto  | Torneo non tenuto  | Torneo non tenuto  | Torneo non tenuto  | Torneo non tenuto  | Torneo non tenuto  |                    |                    |                    |                    |                    |                    |                    |                    |                    |                    |                    |                    |                    |                    |                    |                    |                    |                    |                    |                    |
| China Open                   | Torneo non tenuto  | Torneo non tenuto  | Torneo non tenuto  | Torneo non tenuto  | Torneo non tenuto  | SF                 | Torneo Ranking     | Torneo Ranking     | Torneo Ranking     | Torneo Ranking     | Torneo non tenuto | Torneo non tenuto | Torneo Ranking    | Torneo Ranking    | Torneo Ranking    | Torneo Ranking    | Torneo Ranking    | Torneo Ranking    | Torneo Ranking       | Torneo Ranking       | Torneo Ranking       | Torneo Ranking       | Torneo Ranking       | Torneo Ranking       | Torneo Ranking    | Torneo Ranking    | Torneo Ranking     | Torneo Ranking     | Torneo Ranking     | Torneo Ranking     | Torneo Ranking     | Torneo Ranking     | Torneo Ranking     | Torneo Ranking     | Torneo Ranking     | Torneo Ranking     | Torneo Ranking     | Torneo Ranking     | Torneo Ranking     | Torneo Ranking     | Torneo Ranking     | Torneo Ranking     |                    |                    |                    |                    |                    |                    |                    |                    |                    |                    |                    |                    |                    |                    |
| Millennium Cup               | Torneo non tenuto  | Torneo non tenuto  | Torneo non tenuto  | Torneo non tenuto  | Torneo non tenuto  | Torneo non tenuto  | Torneo non tenuto  | F                  | Torneo non tenuto  | Torneo non tenuto  | Torneo non tenuto | Torneo non tenuto | Torneo non tenuto | Torneo non tenuto | Torneo non tenuto | Torneo non tenuto | Torneo non tenuto | Torneo non tenuto | Torneo non tenuto    | Torneo non tenuto    | Torneo non tenuto    | Torneo non tenuto    | Torneo non tenuto    | Torneo non tenuto    | Torneo non tenuto | Torneo non tenuto | Torneo non tenuto  | Torneo non tenuto  | Torneo non tenuto  | Torneo non tenuto  | Torneo non tenuto  | Torneo non tenuto  | Torneo non tenuto  | Torneo non tenuto  | Torneo non tenuto  | Torneo non tenuto  | Torneo non tenuto  | Torneo non tenuto  |                    |                    |                    |                    |                    |                    |                    |                    |                    |                    |                    |                    |                    |                    |                    |                    |                    |                    |
| Champions Cup                | Torneo non tenuto  | Torneo non tenuto  | QF                 | W                  | F                  | F                  | F                  | SF                 | W                  | RR                 | Torneo non tenuto | Torneo non tenuto | Torneo non tenuto | Torneo non tenuto | Torneo non tenuto | Torneo non tenuto | Torneo non tenuto | Torneo non tenuto | Torneo non tenuto    | Torneo non tenuto    | Torneo non tenuto    | Torneo non tenuto    | Torneo non tenuto    | Torneo non tenuto    | Torneo non tenuto | Torneo non tenuto | Torneo non tenuto  | Torneo non tenuto  | Torneo non tenuto  | Torneo non tenuto  | Torneo non tenuto  | Torneo non tenuto  | Torneo non tenuto  | Torneo non tenuto  | Torneo non tenuto  | Torneo non tenuto  | Torneo non tenuto  | Torneo non tenuto  | Torneo non tenuto  | Torneo non tenuto  |                    |                    |                    |                    |                    |                    |                    |                    |                    |                    |                    |                    |                    |                    |                    |                    |
| Scottish Masters             | A                  | A                  | SF                 | SF                 | QF                 | QF                 | W                  | QF                 | W                  | F                  | W                 | Torneo non tenuto | Torneo non tenuto | Torneo non tenuto | Torneo non tenuto | Torneo non tenuto | Torneo non tenuto | Torneo non tenuto | Torneo non tenuto    | Torneo non tenuto    | Torneo non tenuto    | Torneo non tenuto    | Torneo non tenuto    | Torneo non tenuto    | Torneo non tenuto | Torneo non tenuto | Torneo non tenuto  | Torneo non tenuto  | Torneo non tenuto  | Torneo non tenuto  | Torneo non tenuto  | Torneo non tenuto  | Torneo non tenuto  | Torneo non tenuto  | Torneo non tenuto  | Torneo non tenuto  | Torneo non tenuto  | Torneo non tenuto  | Torneo non tenuto  | Torneo non tenuto  | Torneo non tenuto  |                    |                    |                    |                    |                    |                    |                    |                    |                    |                    |                    |                    |                    |                    |                    |
| Northern Ireland Trophy      | Torneo non tenuto  | Torneo non tenuto  | Torneo non tenuto  | Torneo non tenuto  | Torneo non tenuto  | Torneo non tenuto  | Torneo non tenuto  | Torneo non tenuto  | Torneo non tenuto  | Torneo non tenuto  | Torneo non tenuto | Torneo non tenuto | Torneo non tenuto | 1R                | Titolo Ranking    | Titolo Ranking    | Titolo Ranking    | Torneo non tenuto | Torneo non tenuto    | Torneo non tenuto    | Torneo non tenuto    | Torneo non tenuto    | Torneo non tenuto    | Torneo non tenuto    | Torneo non tenuto | Torneo non tenuto | Torneo non tenuto  | Torneo non tenuto  | Torneo non tenuto  | Torneo non tenuto  | Torneo non tenuto  | Torneo non tenuto  | Torneo non tenuto  | Torneo non tenuto  | Torneo non tenuto  | Torneo non tenuto  | Torneo non tenuto  | Torneo non tenuto  | Torneo non tenuto  | Torneo non tenuto  | Torneo non tenuto  | Torneo non tenuto  | Torneo non tenuto  | Torneo non tenuto  | Torneo non tenuto  | Torneo non tenuto  | Torneo non tenuto  |                    |                    |                    |                    |                    |                    |                    |                    |                    |
| Pot Black                    | SF                 | A                  | Torneo non tenuto  | Torneo non tenuto  | Torneo non tenuto  | Torneo non tenuto  | Torneo non tenuto  | Torneo non tenuto  | Torneo non tenuto  | Torneo non tenuto  | Torneo non tenuto | Torneo non tenuto | Torneo non tenuto | QF                | A                 | A                 | Torneo non tenuto | Torneo non tenuto | Torneo non tenuto    | Torneo non tenuto    | Torneo non tenuto    | Torneo non tenuto    | Torneo non tenuto    | Torneo non tenuto    | Torneo non tenuto | Torneo non tenuto | Torneo non tenuto  | Torneo non tenuto  | Torneo non tenuto  | Torneo non tenuto  | Torneo non tenuto  | Torneo non tenuto  | Torneo non tenuto  | Torneo non tenuto  | Torneo non tenuto  | Torneo non tenuto  | Torneo non tenuto  | Torneo non tenuto  | Torneo non tenuto  | Torneo non tenuto  | Torneo non tenuto  | Torneo non tenuto  | Torneo non tenuto  | Torneo non tenuto  | Torneo non tenuto  | Torneo non tenuto  |                    |                    |                    |                    |                    |                    |                    |                    |                    |                    |
| Irish Masters                | A                  | QF                 | 1R                 | QF                 | SF                 | SQ                 | QF                 | SF                 | W                  | QF                 | Torneo Ranking    | Torneo Ranking    | Torneo Ranking    | NH                | W                 | Torneo non tenuto | Torneo non tenuto | Torneo non tenuto | Torneo non tenuto    | Torneo non tenuto    | Torneo non tenuto    | Torneo non tenuto    | Torneo non tenuto    | Torneo non tenuto    | Torneo non tenuto | Torneo non tenuto | Torneo non tenuto  | Torneo non tenuto  | Torneo non tenuto  | Torneo non tenuto  | Torneo non tenuto  | Torneo non tenuto  | Torneo non tenuto  | Torneo non tenuto  | Torneo non tenuto  | Torneo non tenuto  | Torneo non tenuto  | Torneo non tenuto  | Torneo non tenuto  | Torneo non tenuto  | Torneo non tenuto  | Torneo non tenuto  | Torneo non tenuto  | Torneo non tenuto  | Torneo non tenuto  |                    |                    |                    |                    |                    |                    |                    |                    |                    |                    |                    |
| Euro-Asia Masters Challenge  | Torneo non tenuto  | Torneo non tenuto  | Torneo non tenuto  | Torneo non tenuto  | Torneo non tenuto  | Torneo non tenuto  | Torneo non tenuto  | Torneo non tenuto  | Torneo non tenuto  | Torneo non tenuto  | Torneo non tenuto | Torneo non tenuto | Torneo non tenuto | Torneo non tenuto | Torneo non tenuto | RR                | Torneo non tenuto | Torneo non tenuto | Torneo non tenuto    | Torneo non tenuto    | Torneo non tenuto    | Torneo non tenuto    | Torneo non tenuto    | Torneo non tenuto    | Torneo non tenuto | Torneo non tenuto | Torneo non tenuto  | Torneo non tenuto  | Torneo non tenuto  | Torneo non tenuto  | Torneo non tenuto  | Torneo non tenuto  | Torneo non tenuto  | Torneo non tenuto  | Torneo non tenuto  | Torneo non tenuto  | Torneo non tenuto  | Torneo non tenuto  | Torneo non tenuto  | Torneo non tenuto  | Torneo non tenuto  | Torneo non tenuto  | Torneo non tenuto  | Torneo non tenuto  | Torneo non tenuto  | Torneo non tenuto  |                    |                    |                    |                    |                    |                    |                    |                    |                    |                    |
| Power Snooker                | Torneo non tenuto  | Torneo non tenuto  | Torneo non tenuto  | Torneo non tenuto  | Torneo non tenuto  | Torneo non tenuto  | Torneo non tenuto  | Torneo non tenuto  | Torneo non tenuto  | Torneo non tenuto  | Torneo non tenuto | Torneo non tenuto | Torneo non tenuto | Torneo non tenuto | Torneo non tenuto | Torneo non tenuto | Torneo non tenuto | Torneo non tenuto | W                    | F                    | Torneo non tenuto    | Torneo non tenuto    | Torneo non tenuto    | Torneo non tenuto    | Torneo non tenuto | Torneo non tenuto | Torneo non tenuto  | Torneo non tenuto  | Torneo non tenuto  | Torneo non tenuto  | Torneo non tenuto  | Torneo non tenuto  | Torneo non tenuto  | Torneo non tenuto  | Torneo non tenuto  | Torneo non tenuto  | Torneo non tenuto  | Torneo non tenuto  | Torneo non tenuto  | Torneo non tenuto  | Torneo non tenuto  | Torneo non tenuto  | Torneo non tenuto  | Torneo non tenuto  | Torneo non tenuto  | Torneo non tenuto  | Torneo non tenuto  | Torneo non tenuto  | Torneo non tenuto  | Torneo non tenuto  |                    |                    |                    |                    |                    |                    |
| Premier League               | RR                 | RR                 | RR                 | RR                 | W                  | RR                 | SF                 | SF                 | W                  | W                  | SF                | A                 | W                 | W                 | W                 | W                 | W                 | F                 | W                    | W                    | A                    | Torneo non tenuto    | Torneo non tenuto    | Torneo non tenuto    | Torneo non tenuto | Torneo non tenuto | Torneo non tenuto  | Torneo non tenuto  | Torneo non tenuto  | Torneo non tenuto  | Torneo non tenuto  | Torneo non tenuto  | Torneo non tenuto  | Torneo non tenuto  | Torneo non tenuto  | Torneo non tenuto  | Torneo non tenuto  | Torneo non tenuto  | Torneo non tenuto  | Torneo non tenuto  | Torneo non tenuto  | Torneo non tenuto  | Torneo non tenuto  | Torneo non tenuto  | Torneo non tenuto  | Torneo non tenuto  | Torneo non tenuto  | Torneo non tenuto  | Torneo non tenuto  | Torneo non tenuto  | Torneo non tenuto  |                    |                    |                    |                    |                    |
| World Grand Prix             | Torneo non tenuto  | Torneo non tenuto  | Torneo non tenuto  | Torneo non tenuto  | Torneo non tenuto  | Torneo non tenuto  | Torneo non tenuto  | Torneo non tenuto  | Torneo non tenuto  | Torneo non tenuto  | Torneo non tenuto | Torneo non tenuto | Torneo non tenuto | Torneo non tenuto | Torneo non tenuto | Torneo non tenuto | Torneo non tenuto | Torneo non tenuto | Torneo non tenuto    | Torneo non tenuto    | Torneo non tenuto    | Torneo non tenuto    | F                    | Torneo Ranking       | Torneo Ranking    | Torneo Ranking    | Torneo Ranking     | Torneo Ranking     | Torneo Ranking     | Torneo Ranking     | Torneo Ranking     | Torneo Ranking     | Torneo Ranking     | Torneo Ranking     | Torneo Ranking     | Torneo Ranking     | Torneo Ranking     | Torneo Ranking     | Torneo Ranking     | Torneo Ranking     | Torneo Ranking     | Torneo Ranking     | Torneo Ranking     | Torneo Ranking     | Torneo Ranking     | Torneo Ranking     | Torneo Ranking     | Torneo Ranking     | Torneo Ranking     | Torneo Ranking     | Torneo Ranking     | Torneo Ranking     | Torneo Ranking     |                    |                    |                    |
| Shoot-Out                    | Torneo non tenuto  | Torneo non tenuto  | Torneo non tenuto  | Torneo non tenuto  | Torneo non tenuto  | Torneo non tenuto  | Torneo non tenuto  | Torneo non tenuto  | Torneo non tenuto  | Torneo non tenuto  | Torneo non tenuto | Torneo non tenuto | Torneo non tenuto | Torneo non tenuto | Torneo non tenuto | Torneo non tenuto | Torneo non tenuto | Torneo non tenuto | SF                   | A                    | A                    | A                    | 2R                   | A                    | Torneo Ranking    | Torneo Ranking    | Torneo Ranking     | Torneo Ranking     | Torneo Ranking     | Torneo Ranking     | Torneo Ranking     | Torneo Ranking     | Torneo Ranking     | Torneo Ranking     | Torneo Ranking     | Torneo Ranking     | Torneo Ranking     | Torneo Ranking     | Torneo Ranking     | Torneo Ranking     | Torneo Ranking     | Torneo Ranking     | Torneo Ranking     | Torneo Ranking     | Torneo Ranking     | Torneo Ranking     | Torneo Ranking     | Torneo Ranking     | Torneo Ranking     | Torneo Ranking     | Torneo Ranking     | Torneo Ranking     | Torneo Ranking     | Torneo Ranking     |                    |                    |
| Hong Kong Masters            | Torneo non tenuto  | Torneo non tenuto  | Torneo non tenuto  | Torneo non tenuto  | Torneo non tenuto  | Torneo non tenuto  | Torneo non tenuto  | Torneo non tenuto  | Torneo non tenuto  | Torneo non tenuto  | Torneo non tenuto | Torneo non tenuto | Torneo non tenuto | Torneo non tenuto | Torneo non tenuto | Torneo non tenuto | Torneo non tenuto | Torneo non tenuto | Torneo non tenuto    | Torneo non tenuto    | Torneo non tenuto    | Torneo non tenuto    | Torneo non tenuto    | Torneo non tenuto    | Torneo non tenuto | F                 | Torneo non tenuto  | Torneo non tenuto  |                    |                    |                    |                    |                    |                    |                    |                    |                    |                    |                    |                    |                    |                    |                    |                    |                    |                    |                    |                    |                    |                    |                    |                    |                    |                    |                    |                    |

| Performance Table Legend | Performance Table Legend           | Performance Table Legend | Performance Table Legend                                                         | Performance Table Legend | Performance Table Legend  |
| ------------------------ | ---------------------------------- | ------------------------ | -------------------------------------------------------------------------------- | ------------------------ | ------------------------- |
| LQ                       | perso nel turno di qualificazione  | #R                       | perso nel primo round del torneo (WR = Turno della wildcard, RR = Fase a gironi) | QF                       | Perso ai quarti di finale |
| SF                       | Perso in semifinale                | F                        | Perso in finale                                                                  | W                        | Vincitore del torneo      |
| DNQ                      | Non si è qualificato per il tornei | A                        | Non ha partecipato al torneo                                                     | WD                       | Ritirato dal torneo       |
| SQ                       | Squalificato dal torneo            |                          |                                                                                  |                          |                           |

| NH / Not Held                       | NH / Not Held                       | NH / Not Held                       | NH / Not Held                       | Evento non tenutosi.                                                            |
| NR / Non-Ranking Event              | NR / Non-Ranking Event              | NR / Non-Ranking Event              | NR / Non-Ranking Event              | L'evento era Non-Ranking in precedenza.                                         |
| R / Ranking Event                   | R / Ranking Event                   | R / Ranking Event                   | R / Ranking Event                   | L'evento era Ranking in precedenza.                                             |
| RV / Ranking & Variant Format Event | RV / Ranking & Variant Format Event | RV / Ranking & Variant Format Event | RV / Ranking & Variant Format Event | significa che un evento è o è stato un evento in formato classifica e variante. |
| MR / Minor-Ranking Event            | MR / Minor-Ranking Event            | MR / Minor-Ranking Event            | MR / Minor-Ranking Event            | significa che un evento è o era un evento di livello minore.                    |
| PA / Pro–am Event                   | PA / Pro–am Event                   | PA / Pro–am Event                   | PA / Pro–am Event                   | significa che un evento è o era un evento pro-am.                               |
| VF / Variant Format Event           | VF / Variant Format Event           | VF / Variant Format Event           | VF / Variant Format Event           | significa che un evento è o era un evento in formato variante.                  |

1. ↑  From the 2010/2011 season it shows the ranking at the beginning of the season.
2. ↑  I nuovi giocatori nel Main Tour non avevano il Ranking.
3. ↑  Evento chiamato Players Tour Championship dal 2010 al 2016

### Maximum breaks: 15[43]
| N° | Anno | Competizione              | Avversario     | Note   |
| -- | ---- | ------------------------- | -------------- | ------ |
| 1  | 1997 | Campionato mondiale       | Mick Price     | [ 44 ] |
| 2  | 1999 | Welsh Open                | James Wattana  | [ 45 ] |
| 3  | 1999 | Grand Prix                | Graeme Dott    | [ 46 ] |
| 4  | 2000 | Scottish Open             | Quinten Hann   | [ 47 ] |
| 5  | 2001 | LG Cup                    | Drew Henry     | [ 48 ] |
| 6  | 2003 | Campionato mondiale       | Marco Fu       | [ 49 ] |
| 7  | 2007 | Northern Ireland Trophy   | Ali Carter     | [ 50 ] |
| 8  | 2007 | UK Championship           | Mark Selby     | [ 50 ] |
| 9  | 2008 | Campionato mondiale       | Mark Williams  | [ 51 ] |
| 10 | 2010 | World Open Qualificazioni | Mark King      | [ 52 ] |
| 11 | 2011 | Paul Hunter Classic       | Adam Duffy     | [ 53 ] |
| 12 | 2014 | Welsh Open                | Ding Junhui    | [ 54 ] |
| 13 | 2014 | UK Championship           | Matthew Selt   | [ 55 ] |
| 14 | 2018 | China Open                | Elliot Slessor | [ 56 ] |
| 15 | 2018 | English Open              | Allan Taylor   | [ 57 ] |

## Tornei vinti

### Titoli Non-Ranking: 38
| Titoli Ranking          | Titoli Ranking                                        | Titoli Ranking | Titoli Ranking                                   |
| ----------------------- | ----------------------------------------------------- | --- | ------------------------------------------------ |
| Competizione            | Anno                                                  | Avversario | Note                                             |
| Campionato mondiale     | 2001 - 2004 - 2008 - 2012 - 2013 - 2020 - 2022        | John Higgins - Graeme Dott - Ali Carter - Ali Carter - Barry Hawkins Kyren Wilson - Judd Trump                         | [ 58 ] [ 59 ] [ 60 ] [ 61 ] [ 62 ] [ 63 ] [ 64 ] |
| UK Championship         | 1993 - 1997 - 2001 - 2007 - 2014 - 2017 - 2018 - 2023 | Stephen Hendry - Stephen Hendry - Ken Doherty - Stephen Maguire - Judd Trump - Shaun Murphy - Mark Allen - Ding Junhui | [ 9 ] [ 31 ] [ 65 ] [ 50 ] [ 66 ] [ 67 ] [ 68 ]  |
| British Open            | 1994                                                  | James Wattana | [ 11 ]                                           |
| Asian Classic           | 1996                                                  | Brian Morgan | [ 27 ]                                           |
| German Open             | 1996                                                  | Alain Robidoux | [ 28 ]                                           |
| Scottish Open           | 1998 - 2000                                           | John Higgins - Mark Williams                                                                                           | [ 33 ] [ 47 ]                                    |
| China Open              | 1999 - 2000                                           | Stephen Lee - Mark Williams                                                                                            | [ 69 ] [ 70 ]                                    |
| European Open           | 2003                                                  | Stephen Hendry | [ 71 ]                                           |
| Irish Masters           | 2003 - 2005                                           | John Higgins - Matthew Stevens                                                                                         | [ 72 ] [ 73 ]                                    |
| Welsh Open              | 2004 - 2005 - 2014 - 2016                             | Steve Davis - Stephen Hendry - Ding Junhui - Neil Robertson                                                            | [ 74 ] [ 75 ] [ 76 ] [ 77 ]                      |
| Grand Prix              | 2004                                                  | Ian McCulloch | [ 78 ]                                           |
| Northern Ireland Trophy | 2008                                                  | Dave Harold | [ 79 ]                                           |
| Shanghai Masters        | 2009 - 2017                                           | Liang Wenbó - Judd Trump                                                                                               | [ 80 ] [ 81 ]                                    |
| German Masters          | 2012                                                  | Stephen Maguire | [ 82 ]                                           |
| English Open            | 2017                                                  | Kyren Wilson | [ 83 ]                                           |
| World Grand Prix        | 2018 - 2021 - 2024                                    | Ding Junhui - Neil Robertson - Judd Trump                                                                              | [ 84 ] [ 85 ]                                    |
| Players Championship    | 2018 - 2019                                           | Shaun Murphy - Neil Robertson                                                                                          | [ 86 ] [ 87 ]                                    |
| Tour Championship       | 2019                                                  | Neil Robertson | [ 88 ]                                           |

| Titoli Non-Ranking           | Titoli Non-Ranking                                                   | Titoli Non-Ranking | Titoli Non-Ranking                                                      |
| ---------------------------- | -------------------------------------------------------------------- | --- | ----------------------------------------------------------------------- |
| Competizione                 | Anno                                                                 | Avversario | Note                                                                    |
| The Masters                  | 1995 - 2005 - 2007 - 2009 - 2014 - 2016 - 2017 - 2024                | John Higgins - John Higgins - Ding Junhui - Mark Selby - Mark Selby - Barry Hawkins - Joe Perry - Ali Carter                         | [ 89 ] [ 90 ] [ 91 ] [ 92 ] [ 93 ] [ 94 ] [ 95 ]                        |
| Nescafe Extra Challenge      | 1993                                                                 | James Wattana | [ 96 ]                                                                  |
| Benson & Hedges Championship | 1993                                                                 | John Lardner | [ 97 ]                                                                  |
| Scottish Masters Challenge   | 1993                                                                 | John Higgins |                                                                         |
| Charity Challenge            | 1996                                                                 | John Higgins | [ 98 ]                                                                  |
| European League              | 1997                                                                 | Stephen Hendry | [ 99 ]                                                                  |
| Superstar International      | 1997                                                                 | Jimmy White | [ 96 ]                                                                  |
| Scottish Masters             | 1998 - 2000 - 2002                                                   | John Higgins - Stephen Hendry - John Higgins                                                                                         | [ 100 ] [ 101 ] [ 102 ]                                                 |
| Champions Cup                | 2000                                                                 | Mark Williams | [ 103 ]                                                                 |
| Irish Masters                | 2001 - 2007                                                          | Stephen Hendry - Barry Hawkins | [ 104 ] [ 105 ]                                                         |
| Premier League               | 2001 - 2002 - 2005 (1) - 2005 (2) - 2006 - 2007 - 2008 - 2010 - 2011 | Stephen Hendry - John Higgins - Mark Williams - Stephen Hendry - Jimmy White - John Higgins - Mark Selby - Shaun Murphy - Judd Trump | [ 106 ] [ 107 ] [ 108 ] [ 109 ] [ 110 ] [ 111 ] [ 112 ] [ 113 ] [ 114 ] |
| Hamm Invitational            | 2008                                                                 | Barry Hawkins |                                                                         |
| Champion of Champions        | 2013 - 2014 - 2018 - 2022                                            | Stuart Bingham - Judd Trump - Kyren Wilson - Judd Trump                                                                              | [ 115 ] [ 116 ] [ 117 ]                                                 |
| Shanghai Masters             | 2018 - 2019 - 2023                                                   | Barry Hawkins - Shaun Murphy - Luca Brecel                                                                                           | [ 118 ] [ 119 ]                                                         |
| Hong Kong Masters            | 2022                                                                 | Marco Fu | 8                                                                       |

- Players Tour Championship: 2 (Evento 1 2011, Kay Suzanne Memorial Trophy 2011)
- European Tour: 1 (Paul Hunter Classic 2013)

## Finali perse

### Titoli Non-Ranking: 17
| Titoli Ranking          | Titoli Ranking     | Titoli Ranking                          | Titoli Ranking          |
| ----------------------- | ------------------ | --------------------------------------- | ----------------------- |
| Competizione            | Anno               | Avversario                              | Note                    |
| Campionato mondiale     | 2014               | Mark Selby                              | [ 120 ]                 |
| UK Championship         | 2016               | Mark Selby                              | [ 121 ]                 |
| European Open           | 1993               | Stephen Hendry                          | [ 122 ]                 |
| Thailand Open           | 1995               | James Wattana                           | [ 123 ]                 |
| British Open            | 1995 - 2003        | John Higgins - Stephen Hendry           | [ 124 ] [ 125 ]         |
| Grand Prix              | 2000 - 2005 - 2007 | Mark Williams - John Higgins - Marco Fu | [ 126 ] [ 127 ] [ 128 ] |
| Northern Ireland Trophy | 2006               | Ding Junhui                             | [ 129 ]                 |
| Welsh Open              | 2008 - 2021        | Mark Selby - Jordan Brown               | [ 130 ] [ 131 ]         |
| Shanghai Masters        | 2008               | Ricky Walden                            | [ 132 ]                 |
| World Open              | 2010               | Neil Robertson                          | [ 133 ]                 |
| European Masters        | 2016 - 2022        | Judd Trump - Fan Zhengyi                | [ 134 ] [ 135 ]         |
| Northern Ireland Open   | 2018 - 2019 - 2020 | Judd Trump - Judd Trump - Judd Trump    | [ 136 ] [ 137 ] [ 138 ] |
| Scottish Open           | 2020               | Mark Selby                              | [ 139 ]                 |
| Players Championship    | 2021               | John Higgins                            | [ 140 ]                 |
| Tour Championship       | 2021               | Neil Robertson                          | [ 141 ]                 |

| Titoli Non-Ranking    | Titoli Non-Ranking                      | Titoli Non-Ranking                                                                  | Titoli Non-Ranking                              |
| --------------------- | --------------------------------------- | ----------------------------------------------------------------------------------- | ----------------------------------------------- |
| Competizione          | Anno                                    | Avversario                                                                          | Note                                            |
| The Masters           | 1996 - 1997 - 2004 - 2006 - 2010 - 2019 | Stephen Hendry - Steve Davis - Paul Hunter - John Higgins - Mark Selby - Judd Trump | [ 142 ] [ 143 ] [ 144 ] [ 145 ] [ 146 ] [ 147 ] |
| Charity Challenge     | 1997 - 1998 - 1999                      | Stephen Hendry - John Higgins - John Higgins                                        | [ 148 ] [ 149 ] [ 150 ]                         |
| Irish Masters         | 1998 (Squalificato)                     | Ken Doherty                                                                         | [ 151 ]                                         |
| Millennium Cup        | 1999                                    | Stephen Lee                                                                         | [ 152 ]                                         |
| Scottish Masters      | 2001                                    | John Higgins                                                                        | [ 153 ]                                         |
| Premier League        | 2009                                    | Shaun Murphy                                                                        | [ 154 ]                                         |
| World Grand Prix      | 2015                                    | Judd Trump                                                                          | [ 155 ]                                         |
| Championship League   | 2016                                    | Judd Trump                                                                          | [ 156 ]                                         |
| Champion of Champions | 2016 - 2017                             | John Higgins - Shaun Murphy                                                         | [ 157 ] [ 158 ]                                 |
| Hong Kong Masters     | 2017                                    | Neil Robertson                                                                      | [ 159 ]                                         |

| In squadra   | In squadra                                   | In squadra | In squadra |
| ------------ | -------------------------------------------- | ---------- | ---------- |
| Competizione | Anno/Compagno                                | Avversario | Note       |
| Nations Cup  | 2000/ John Parrott, Stephen Lee, Jimmy White | Galles     | [ 160 ]    |

- Players Tour Championship: 2 (Evento 4 2010, Antwerp Open 2011)
- European Tour: 1 (Antwerp Open 2013)